# Friedrich Engels

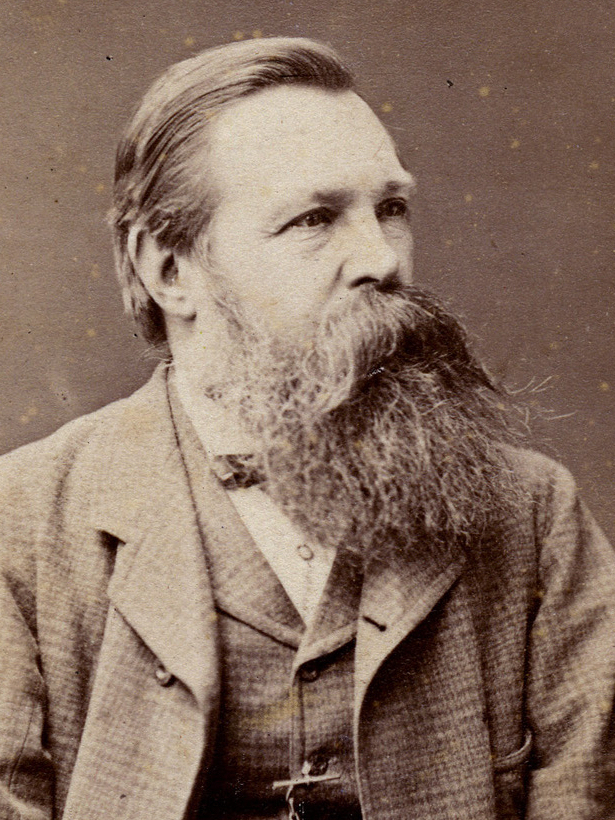
Friedrich Engels, (1877) (Teil einer Fotografie)

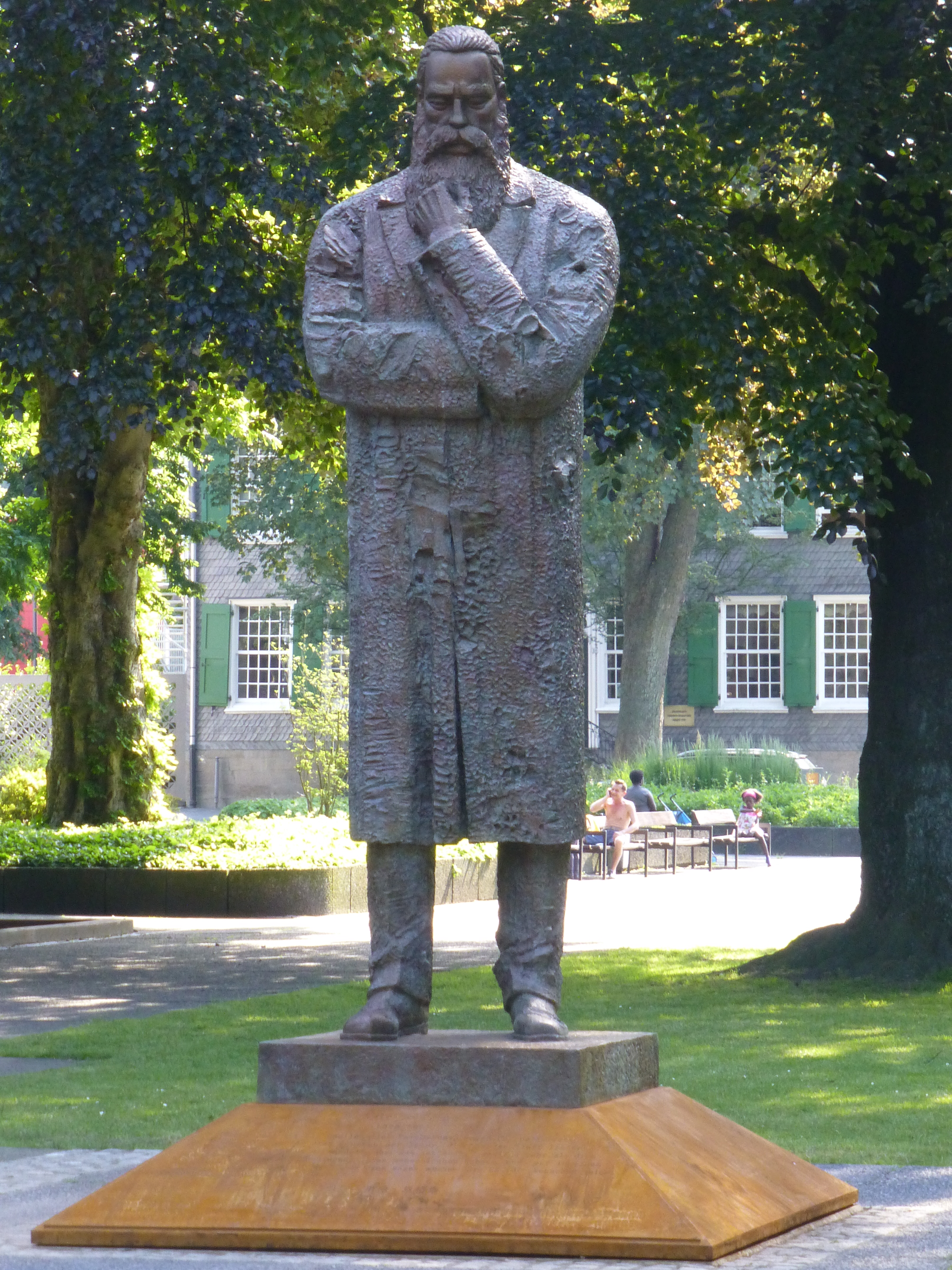
Friedrich Engels: Statue im Wuppertaler Engelsgarten. Im Hintergrund: Das Haus des Fabrikanten Friedrich Engels, heutiges Engels-Museum.

Friedrich Engels (* 28. November 1820 in Barmen; † 5. August 1895 in London) war ein deutscher Philosoph, Gesellschaftstheoretiker, Historiker, Journalist und kommunistischer Revolutionär. Er entwickelte gemeinsam mit Karl Marx die heute als Marxismus bezeichnete Gesellschafts- und Wirtschaftstheorie. Darüber hinaus war er ein erfolgreicher Unternehmer in der Textilindustrie.
Engels hatte sich schon vor Marx mit der Kritik der politischen Ökonomie beschäftigt. Die 1844 erschienenen Umrisse zu einer Kritik der Nationalökonomie wurden für Marx zum Ausgangspunkt seiner eigenen Arbeiten. Bereits 1845 erschien die gemeinsame Schrift Die heilige Familie, mit der Engels und Marx begannen, ihr Theorieverständnis zu formulieren. Im Jahr 1848 verfassten sie im Auftrag des Bundes der Kommunisten das Kommunistische Manifest.
Mit seiner einflussreichen Untersuchung Die Lage der arbeitenden Klasse in England (1845) gehörte Engels zu den Pionieren der empirischen Soziologie. Seine publizistische Tätigkeit trug wesentlich zur Verbreitung des Marxismus bei. Neben dem Anti-Dühring (1877) erfuhr vor allem die Kurzfassung Die Entwicklung des Sozialismus von der Utopie zur Wissenschaft (1880) starke Resonanz. Nach Marx’ Tod 1883 gab Engels den zweiten und den dritten Band von dessen Hauptwerk, Das Kapital. Kritik der politischen Ökonomie, heraus. Darüber hinaus setzte er die Arbeit an der theoretischen Ausformung ihrer gemeinsamen Weltanschauung fort, unter anderem in Der Ursprung der Familie, des Privateigenthums und des Staats (1884) und Ludwig Feuerbach und der Ausgang der klassischen deutschen Philosophie (1888).
Neben seinen ökonomischen und philosophischen Studien befasste sich Engels auch intensiv mit der Entwicklung der Naturwissenschaften und der Mathematik und schuf damit den Grundstein für den späteren dialektischen Materialismus. Mit Karl Marx war er Begründer des sogenannten historischen Materialismus.
Die Gefahr eines Weltkriegs in Europa sah er deutlich voraus und versuchte noch 1893 mit einer Artikelserie im Vorwärts einen Anstoß zur Reduzierung der stehenden Heere zu geben.

## Leben und Werk

### Kindheit und Jugend (1820–1841)

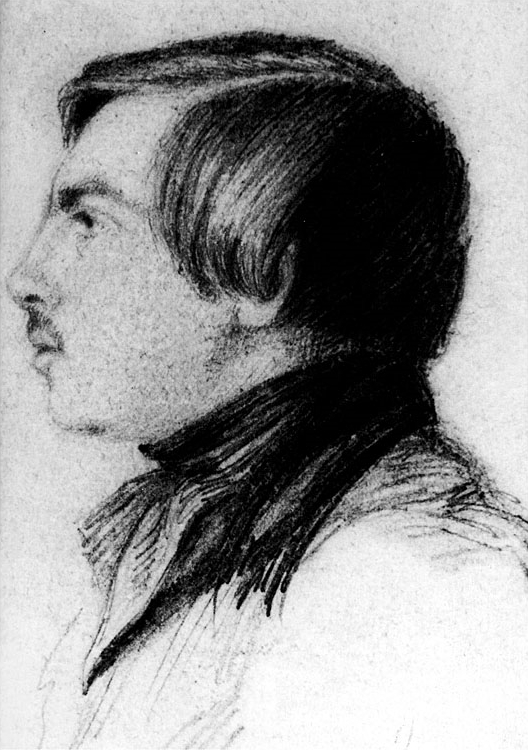
Friedrich Engels, im Dezember 1840 gezeichnet von Georg Wilhelm Feistkorn

Engels war das erste von neun Kindern des erfolgreichen Baumwollfabrikanten Friedrich Engels sen. und dessen Frau Elisabeth (Elise) Franziska Mauritia van Haar, nach der Heirat Elise Engels. Engels’ Vater, Sohn des Manufakturbesitzers und Seidengroßhändlers Johann Caspar Engels, entstammte einer angesehenen, seit dem 16. Jahrhundert im Bergischen Land ansässigen Familie und stand dem Pietismus nahe. Seine Mutter stammte aus einer Philologenfamilie (siehe Engels' Elternhaus). Engels wuchs in seiner heute zu Wuppertal gehörenden Geburtsstadt Barmen auf, die 1815 an Preußen gekommen war. Dort besuchte er die Städtische Schule. Im Herbst 1834 schickte ihn sein Vater auf das liberale Gymnasium zu Elberfeld. Der äußerst sprachbegabte Schüler begeisterte sich für humanistische Ideen und geriet in zunehmende Opposition zu seinem Vater. Auf dessen Drängen musste Engels zum 25. September 1837 das Gymnasium, ein Jahr vor dem Abitur, verlassen, um als Handlungsgehilfe im Handelsgeschäft seines Vaters in Barmen zu arbeiten. Im Juli 1838 reiste er nach Bremen, um dort im Hause des Großhandelskaufmanns und sächsischen Konsuls Heinrich Leupold seine Ausbildung bis April 1841 fortzusetzen. Er wohnte im Haushalt von Georg Gottfried Treviranus, Pastor an der Martini-Kirche.
Im weltoffenen Bremen hatte Engels Gelegenheit, neben seiner kaufmännischen Ausbildung die durch Presse und Buchhandel verbreiteten liberalen Ideen zu verfolgen. Er fühlte sich vor allem von den liberalen Dichtern und Publizisten des „Jungen Deutschlands“ angesprochen und unternahm selbst literarische Versuche. Er gehörte zu den korrespondierenden Mitgliedern eines Literaturkränzchens in Barmen um Carl de Haas, zu denen auch Gustav Heuser, Friedrich Roeber, Adolf Schults und Johann Richard Seel zählten.
Noch im Frühjahr 1839 begann Engels, mit dem radikalen Pietismus seiner Geburtsstadt abzurechnen. In seinem Artikel Briefe aus dem Wuppertal, der 1839 im Telegraph für Deutschland erschien, schilderte er, wie der religiöse Mystizismus im Wuppertal alle Bereiche des Lebens durchdrang, und machte auf den Zusammenhang zwischen der pietistischen Lebenseinstellung und dem sozialen Elend aufmerksam. 1840 berichtete er vom Bremer Kirchenstreit.
Engels betätigte sich als Bremer Korrespondent des Stuttgarter Morgenblatts für gebildete Leser, ab 1840 bei der Augsburger Allgemeinen Zeitung. Er schrieb zahlreiche Literaturkritiken, Gedichte, Dramen und verschiedene Prosaarbeiten. Darüber hinaus verfasste er Berichte zur Auswanderungsfrage und über die „Schraubendampfschifffahrt“. Wichtige Förderer seiner literarisch-politischen Interessen waren zu dieser Zeit Ludwig Börne, Ferdinand Freiligrath und insbesondere Karl Gutzkow. In dessen Telegraph für Deutschland erschienen von 1839 bis 1841 unter dem Pseudonym „Friedrich Oswald“ zahlreiche Beiträge von Engels.
Ab September 1841 leistete Engels seinen Militärdienst als Einjährig-Freiwilliger bei der Garde-Artillerie-Brigade in Berlin ab und besuchte dort Vorlesungen zur Philosophie an der Universität. Er näherte sich dem Kreis der Junghegelianer und schloss sich der Gruppe um Bruno und Edgar Bauer, den sogenannten „Freien“, an. Zur Jahreswende 1841/42 veröffentlichte Engels – unter dem Eindruck von Friedrich Wilhelm Joseph Schellings Berliner Hegel-Vorlesungen – einen Artikel und zwei Broschüren, die sich gegen die Philosophie Schellings richteten.
Seit seinen Streitschriften gegen Schelling widmete Engels der Philosophie immer größere Aufmerksamkeit. Er studierte die Werke Hegels, beschäftigte sich ausführlich mit dem Stand der religionskritischen Forschungen und wandte sich zum ersten Mal der Philosophie der französischen Materialisten zu. Ab Mitte 1842 begann er, sich mit Ludwig Feuerbach (Das Wesen des Christentums) auseinanderzusetzen, der in seinen Werken die Religion sowie den Hegelschen Idealismus verwarf. Unter dem Eindruck dieser Studien entfernte sich Engels zunehmend vom Junghegelianismus und fing an, Positionen des Materialismus einzunehmen. Damit bekamen für ihn politische Tagesfragen ein immer stärkeres Gewicht. Seit April 1842 veröffentlichte er gegen den reaktionären Kurs des preußischen Staates gerichtete Artikel in der Rheinischen Zeitung, dem damals führenden Organ der oppositionellen bürgerlichen Bewegung in Deutschland.

### Briefe aus dem Wuppertalund Beschäftigung mit den Junghegelianern
Engels interessierte sich schon sehr früh für die prekäre Lage der Arbeiterschaft. Im bereits 1839 im Telegraph für Deutschland veröffentlichten Aufsatz Briefe aus dem Wuppertal beschreibt er unter anderem die Pauperisierung und Degenerationserscheinungen deutscher Industriearbeiter – wie die Verbreitung des Mystizismus und der Trunkenheit – und die Kinderarbeit in den Fabriken.
Daneben beschäftigte sich Engels in der Folgezeit stark mit den Junghegelianern, insbesondere mit David Friedrich Strauß. In den Jahren 1842/43 erschienen – unter dem Eindruck von Friedrich Wilhelm Joseph Schellings Hegel-Vorlesungen in Berlin – Artikel und Broschüren zu Schelling und dessen Hegel-Kritik. Engels kritisiert darin den Versuch Schellings, die christliche Religion zu rechtfertigen, und verteidigt die Hegelsche Dialektik. Schellings Philosophie stelle einen Rückfall in die Scholastik und Mystik dar und sei der Versuch, die Philosophie wieder zur „Magd der Theologie“ zu erniedrigen.

### Erste revolutionäre Schritte (1842–1844)

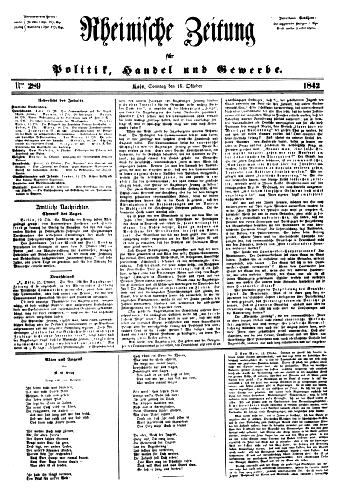
Rheinische Zeitung

Friedrich Engels zwischen 1857 und 1859

Im November 1842 reiste Engels über Köln – wo er bei einem Redaktionsbesuch der Rheinischen Zeitung erstmals Karl Marx persönlich begegnete – nach Manchester, wo er im Stadtteil Chorlton-on-Medlock wohnte, um seine kaufmännische Ausbildung in der seinem Vater und dessen Partner Ermen gehörenden Baumwollspinnerei Ermen & Engels zu vollenden.
Im industriell viel weiter entwickelten England lernte Engels die Auswirkungen des Manchesterliberalismus auf die Lebenslage der dortigen Arbeiterklasse kennen, was seine politische Haltung veränderte und auf Lebenszeit prägte. Der Feudalismus war dort bereits überwunden, und die Widersprüche zwischen Bourgeoisie und Arbeiterklasse traten für Engels offen zutage. Er suchte den Kontakt mit der sich formierenden englischen Arbeiterbewegung und lernte deren Kampfformen wie Streiks, Meetings und Gesetzesinitiativen kennen. Die irische Arbeiterin Mary Burns, Engels’ Lebensgefährtin, spielte dabei eine wichtige Rolle.
1843 nahm Engels in London Kontakt mit der ersten revolutionären deutschen Arbeiterorganisation, dem „Bund der Gerechten“, auf und begegnete dort führenden Mitgliedern wie Heinrich Bauer, Maximilien Joseph Moll und Karl Schapper. Gleichzeitig trat er mit den englischen Chartisten in Leeds in Verbindung und schrieb erste Artikel, die in den Zeitungen der Owenisten (The New Moral World) und Chartisten (The Northern Star) erschienen. In den Herbst 1843 geht seine Freundschaft mit dem Chartistenführer George Julian Harney und dem Handelsgehilfen und Dichter Georg Weerth zurück, der später das Feuilleton der Neuen Rheinischen Zeitung in den Revolutionsjahren 1848/49 leiten sollte.
Bewegt von den zähen Kämpfen des englischen Proletariats, vertiefte sich Engels in das Studium der bestehenden Theorien der kapitalistischen Gesellschaft. Er griff zu den Werken der englischen und französischen Utopisten (Robert Owen, Charles Fourier, Henri de Saint-Simon) und der klassischen bürgerlichen politischen Ökonomie (Adam Smith, David Ricardo). Die Resultate seiner Studien veröffentlichte er in der Rheinischen Zeitung, in englischen Arbeitsblättern und in einer Schweizer Zeitschrift. Im Februar 1844 entstanden dann die Schriften Die Lage Englands und Umrisse zu einer Kritik der Nationalökonomie in den Deutsch-Französischen Jahrbüchern, die von Karl Marx und Arnold Ruge in Paris herausgegeben wurden. Er versuchte darin eine erste Antwort auf die Frage zu geben, welche Rolle die ökonomischen Bedingungen und Interessen für die Entwicklung der menschlichen Gesellschaft spielen.
Kurz nach seiner Ankunft in Manchester hatte Engels die irischen Arbeiterinnen und Schwestern Mary und Lizzie Burns kennengelernt, mit denen er zeitlebens in Liebe verbunden war. Einen Tag vor Lizzies Tod (11. September 1878) ging er noch offiziell die Ehe mit ihr ein.
Mit Marx stand Engels seit seiner Mitarbeit an den Deutsch-Französischen Jahrbüchern im regelmäßigen Briefwechsel. Bei seiner Rückreise nach Deutschland, Ende August 1844, besuchte er ihn in Paris für zehn Tage. Die beiden stellten fest, dass ihre Ansichten übereinstimmten, und beschlossen, weiterhin eng zusammenzuarbeiten.

### Umrisse zu einer Kritik der Nationalökonomie
Mit seiner Ankunft in England (1842), der Konfrontation mit dem Chartismus und den ersten historischen Auseinandersetzungen der Arbeiterbewegung verlagerte sich Engels’ Interesse auf die Analyse der sozialen und politischen Situation der Arbeiterschaft. Er kam zu der Überzeugung, dass der Kampf der materiellen Interessen der Hauptantrieb der gesellschaftlichen Entwicklung ist, welcher seinen politischen Ausdruck im Klassenkampf findet. Seine theoretischen Ansichten zu dieser Zeit kommen am besten in der Schrift Umrisse zu einer Kritik der Nationalökonomie zum Ausdruck. Engels formuliert darin seine Kritik an der idealistischen und materialistischen Philosophie. Als zentrale Kategorie des Kapitalismus stellt er das Privateigentum heraus, das den Grund für die Entfremdung der Arbeit, für die Bildung von Monopolen und für die wiederkehrenden Krisen darstelle. Die Lösung der Probleme des Kapitalismus sieht Engels in einer rationellen Organisation der Produktion.

### Erste Zusammenarbeit mit Karl Marx (1844–1847)

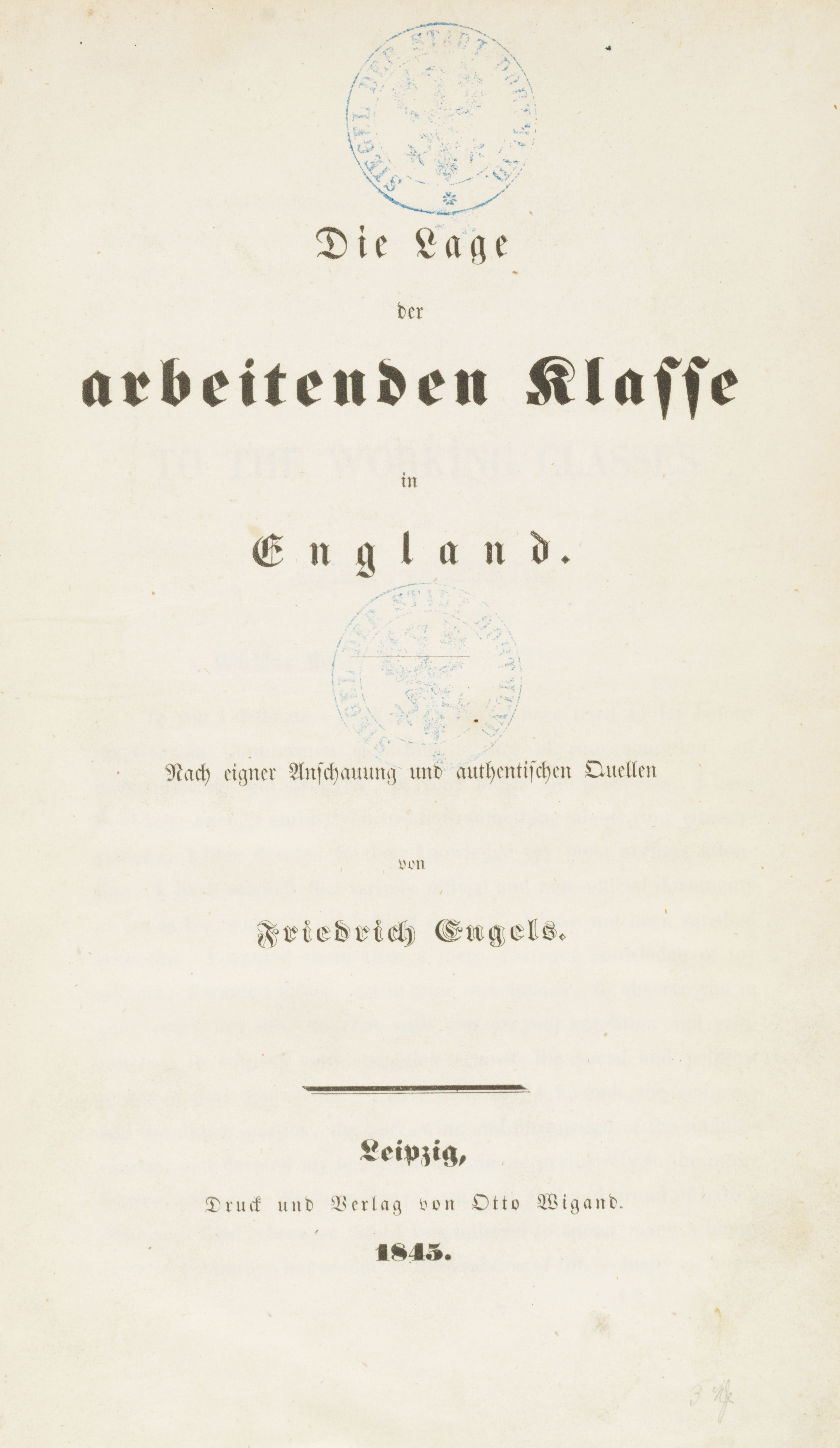
Die Lage der arbeitenden Klasse in England

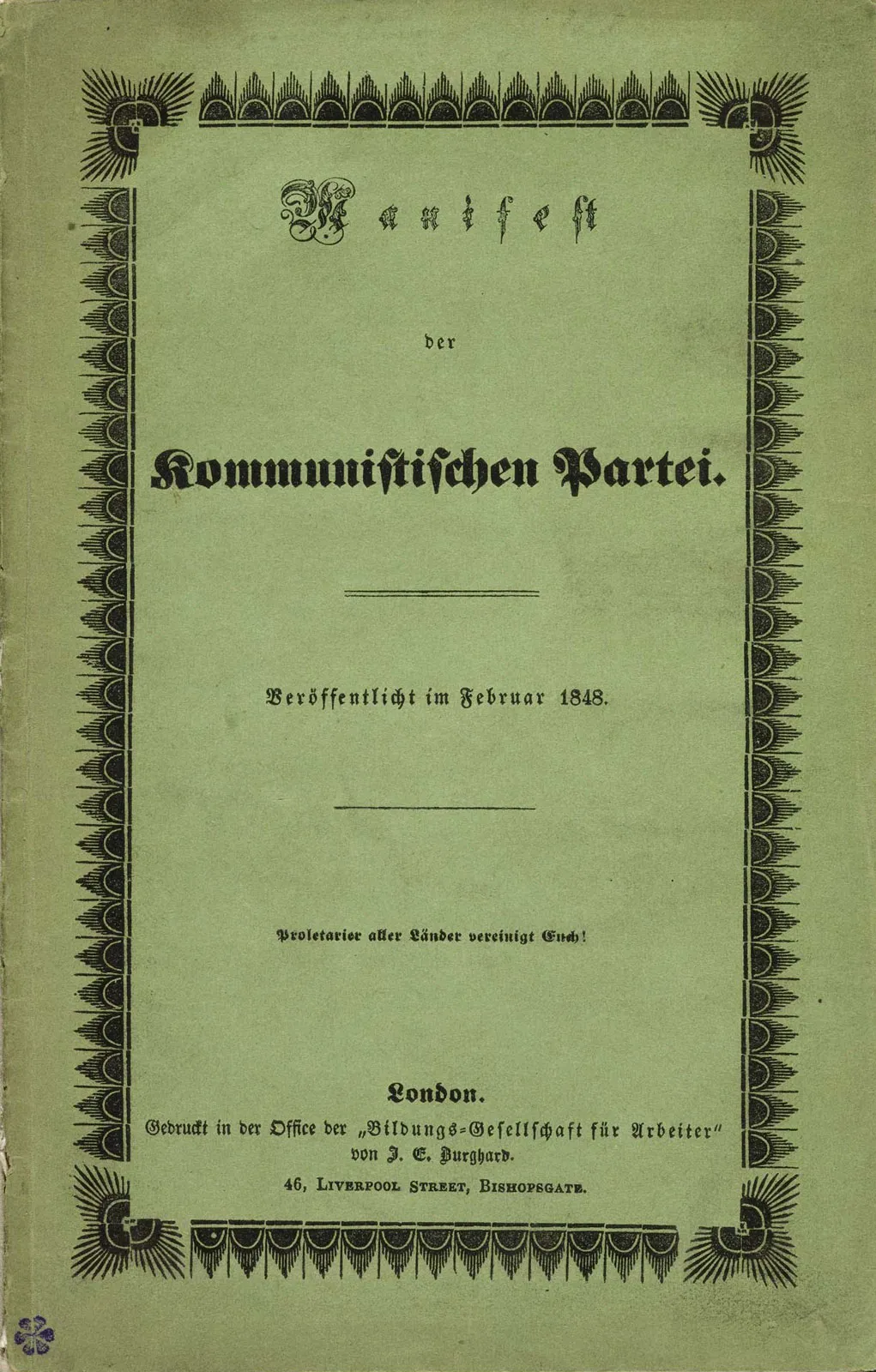
Das Kommunistische Manifest

Nach seiner Rückkehr nach Barmen fand Engels veränderte Verhältnisse vor. Der Aufstand der schlesischen Weber im Juni 1844 hatte auch in anderen Teilen Deutschlands Arbeiterstreiks ausgelöst. Diese beeinflussten auch die bürgerlichen Kräfte in Rheinpreußen zur Opposition gegen die preußische Regierung. Um die oppositionellen Kräfte zu unterstützen, bemühte sich Engels, Verbindung zu den im Rheinland wirkenden Sozialisten aufzunehmen, deren führender Theoretiker Moses Heß war. Mit ihm und dem Maler und Dichter Gustav Adolf Koettgen entfaltete er ab dem Herbst 1844 in Elberfeld eine rege agitatorische Tätigkeit. In den Elberfelder Reden vom Februar 1845 propagierte Engels eine kommunistische Gesellschaft, worauf ihm von der Provinzialregierung alle öffentlichen Versammlungen verboten wurden. Er konzentrierte sich nun darauf, die Verbindungen zwischen den illegal arbeitenden sozialistischen Gruppen zu festigen, und pflegte seine internationalen Beziehungen – vor allem zu den englischen Sozialisten und Chartisten. Für die sozialistische Zeitschrift The New Moral World, an der er bereits in England mitgearbeitet hatte, schrieb er mehrere Artikel, in denen er über die Entwicklung sozialistischer Strömungen in Deutschland berichtete. Darüber hinaus bemühte er sich, die verschiedenen Gruppen für die von Marx und ihm vertretenen Ideen zu gewinnen und die vorherrschenden idealistischen und utopisch-sozialistischen Vorstellungen zu überwinden. Ein wichtiges Ereignis war dabei das Erscheinen der Heiligen Familie, ein Gemeinschaftswerk mit Marx, im Februar 1845. Die wissenschaftliche Öffentlichkeit in Deutschland reagierte darauf mit zumeist heftigen Angriffen auf das darin enthaltene materialistisch-sozialistische Ideengut. Um die Theorie vom Klassenkampf weiter voranzutreiben, arbeitete Engels seit seiner Ankunft in Barmen intensiv an seinem Werk Die Lage der arbeitenden Klasse in England, das im März 1845 im Verlag von Otto Wigand erschien. Es wurde von den wichtigsten deutschen Zeitungen und Zeitschriften besprochen und fand bei den demokratischen Kräften des Bürgertums großes Interesse.
Im April 1845 übersiedelte Engels nach Brüssel, um Marx zu unterstützen, der unter dem Druck der preußischen Reaktion von der französischen Regierung aus Frankreich ausgewiesen worden und in das junge Königreich Belgien gezogen war. Noch im gleichen Jahr folgte ihm Mary Burns aus England. Marx und Engels bauten in Brüssel einen gemeinsamen Freundes- und Bekanntenkreis auf, zu dem unter anderem Moses Heß, Ferdinand Freiligrath, Joseph Weydemeyer und Joachim Lelewel gehörten. Marx und Engels stellten fest, dass sich in der kommunistischen Bewegung Ideen ausbreiteten, die die Aufnahme ihrer neuen Erkenntnisse hemmten. Sie begannen daher mit der Arbeit an der Schrift Die deutsche Ideologie, die eine Kritik an Feuerbach und den „seitherigen deutschen Sozialismus“ umfasste. Nach sechs Monaten beendeten sie im Mai 1846 ihr Werk. Engels bemühte sich bis 1847 vergeblich um einen Verleger und verfasste als Ergänzung Anfang 1847 noch die Arbeit Die wahren Sozialisten. Nachdem sie aus ihrer Sicht die theoretischen Grundlagen für die künftige Umgestaltung der Gesellschaft gelegt hatten, sahen Marx und Engels ihre wichtigste Aufgabe darin, „das europäische und zunächst das deutsche Proletariat“ für ihre Überzeugungen zu gewinnen. Sie widmeten sich nach 1846 immer stärker der praktischen Tätigkeit für die Bildung einer proletarischen Partei. Im Februar 1846 gründeten sie zusammen mit Philippe Gigot in Brüssel das Kommunistische Korrespondenz-Komitee, das die Verbindung zwischen den Kommunisten in den verschiedenen Ländern herstellen sollte. Im Laufe des Jahres 1846 kam es zur Gründung weiterer Komitees in zahlreichen europäischen Städten. Marx und Engels hielten diese zumeist kleinen Gruppen für die Basis, um ihre Ideen in die Arbeiterbewegung hineinzutragen und sich mit jenen weltanschaulichen Konzepten auseinanderzusetzen, die bis dahin die Vorstellungswelt der Arbeiter bestimmten. Dazu gehörten vor allem der utopische Kommunismus Wilhelm Weitlings, die Lehren des französischen Sozialisten Proudhon und die Auffassungen des „wahren“ Sozialismus (Karl Grün).
Ende Januar 1847 traten Marx und Engels dem „Bund der Gerechten“ bei, der sich ihren Ideen inzwischen angenähert hatte. Sie arbeiteten nun energisch darauf hin, den „Bund“ in eine Partei der Arbeiterklasse umzuwandeln. Währenddessen schrieb Marx in Brüssel an seiner theoretischen Streitschrift Misère de la philosophie (Das Elend der Philosophie), die im Juli 1847 in Frankreich herauskam und eine Kritik an den Reformplänen Proudhons enthielt. Engels propagierte in Paris die in dem Buch behandelten theoretischen Fragen unter den deutschen Kommunisten und den Führern der französischen Sozialisten. Im Juni 1847 fand der erste der beiden Bundeskongresse des „Bundes der Gerechten“ statt, der sich nun in den „Bund der Kommunisten“ umbenannte, da für deren Mitglieder nicht mehr die „Gerechtigkeit“, sondern der Angriff auf „die bestehende Gesellschaftsordnung und das Privateigentum“ im Vordergrund stand. An die Stelle der alten Bundesdevise „Alle Menschen sind Brüder“ trat nun die revolutionäre Klassenlosung „Proletarier aller Länder, vereinigt euch!“. In Form von 22 Fragen und Antworten beschloss der Kongress den „Entwurf eines Kommunistischen Glaubensbekenntnis“.
Im August 1847 gründete Engels gemeinsam mit Marx den Brüsseler Deutschen Arbeiterverein, im September – nach dem Muster der Londoner Fraternal Democrats – die Association démocratique. Anfang November 1847 verfasste Engels – beauftragt von den Pariser Mitgliedern des „Bundes der Kommunisten“ – die Grundsätze des Kommunismus. Noch im selben Monat nahmen Marx und Engels am zweiten Kongress des „Bundes der Kommunisten“ in London teil, wo sie beauftragt wurden, das Programm des Bundes weiter auszuarbeiten, woraus das Manifest der Kommunistischen Partei entstand, das im Februar 1848 in London erschien. Im Hintergrund ihrer Arbeit stand die Erwartung, dass die bürgerliche Revolution von 1848 den proletarischen Umsturz der bestehenden gesellschaftlichen Verhältnisse in Deutschland nach sich ziehen werde. Aktiv wurde Engels auch in der Auseinandersetzung mit dem ‚wahren Sozialismus‘ in der Deutsche-Brüsseler-Zeitung.

#### Die Lage der arbeitenden Klasse in England
Nach seiner Rückkehr von England nach Deutschland verfasste Engels in der Zeit von November 1844 bis März 1845 Die Lage der arbeitenden Klasse in England. Das 1845 erschienene Werk stellt Engels’ erste größere eigenständige Veröffentlichung dar. Es fiel in eine Zeit besonderer sozialer Spannungen in Deutschland (Weberaufstand). Engels wendet sich hier der sozialen Frage zu – ausgehend von den Verhältnissen in England, die er aus eigener Anschauung kannte. Er beschreibt die elenden Wohnquartiere der Arbeiter in den englischen Industriestädten und schildert die Arbeitssituation des Proletariats, weist auf Kinderarbeit, Berufskrankheiten und Sterblichkeitsraten hin. Schließlich informiert er über die zusätzliche Knebelung der Arbeiterfamilien durch den Zwang, bei den Unternehmern Lebensmittel einzukaufen und in den von ihnen bereitgestellten Wohnungen zu wohnen (Truck- und Cottagesystem).

#### Gemeinsame Aufarbeitung
Die im September 1844 geschlossene Freundschaft mit Marx führte zunächst zu einer gemeinsamen Aufarbeitung ihrer philosophischen Sichtweise. Ihre erste gemeinsame Schrift Die heilige Familie oder Kritik der kritischen Kritik (1845) markiert ihren Übergang vom Idealismus zum Materialismus. Marx und Engels rechnen darin mit ihren früheren junghegelianischen Gesinnungsgenossen, insbesondere mit Bruno Bauer, ab. Bauers „kritischer Kritik“ werfen sie vor, dass in ihrem Zentrum nicht Menschen, sondern „Kategorien“ – Geist und Selbstbewusstsein – stehen und sie hinter das von Feuerbach erreichte Niveau zurückfalle, die den spekulativen Idealismus der Hegelschen Philosophie längst überwunden habe.
Als Antwort auf polemische Beiträge Bruno Bauers und Max Stirners in Wiegands Vierteljahresschrift entstanden bis Mai 1847 die wohl wichtigsten Manuskripte dieser Periode, Die deutsche Ideologie. Kritik der neuesten deutschen Philosophie in ihren Repräsentanten, Feuerbach, B. Bauer u. Stirner, u. des deutschen Sozialismus in seinen verschiedenen Propheten. Darin fassen Marx und Engels (sowie Joseph Weydemeyer, Moses Heß und Roland Daniels) ihre Kritik an der junghegelianischen Philosophie zusammen, deren Forderung nach Bewusstseinsveränderung darauf hinauslaufe, das Bestehende nur anders zu interpretieren, es aber ansonsten anzuerkennen. Feuerbachs Materialismus, Bauers Philosophie des Selbstbewusstseins und Stirners individualistischer Anarchismus ließen trotz aller theoretischen Radikalität die praktischen Verhältnisse unangetastet bestehen. Daneben kritisieren sie den deutschen Sozialismus, der sich zwar kosmopolitisch gebe, aber „nationale Borniertheit“ zeige. Er sei von einer sozialen zu einer nur noch literarischen Bewegung verkommen und befriedige so einzig die Bedürfnisse des deutschen Kleinbürgertums.
Mit der Trennung von den Junghegelianern und Sozialisten radikalisierten sich die Positionen von Marx und Engels. 1847 wurden sie vom zweiten Kongress des Bundes der Kommunisten mit der Ausarbeitung des Manifests der Kommunistischen Partei beauftragt. Das Werk formuliert den Klassenkampf als Prinzip der bisherigen Geschichte und begreift den Aufstieg der modernen Bourgeoisie als Sieg einer revolutionären Klasse. Mit ihrem Sieg verliere aber die Bourgeoisie ihre revolutionäre Rolle und hemme die weitere Entwicklung der Produktivkräfte. Die Bourgeoisie habe in ihrem Kampf gegen den Feudalismus sämtliche überkommenen Verhältnisse der Menschen untereinander zerstört und an deren Stelle das „reine Geldverhältnis“ gesetzt. Bedingung der von ihr geschaffenen kapitalistischen Gesellschaft sei die Lohnarbeit, ihre Konsequenz das Proletariat, das durch seine Arbeit das Kapital vermehre, ohne sich selbst Eigentum beschaffen zu können. Die Bourgeoisie produziere so „vor allem ihre eignen Totengräber“. Das Manifest schließt mit dem Kampfaufruf „Proletarier aller Länder, vereinigt euch!“ Es erlangte zwar keine unmittelbare politische Wirksamkeit, wurde jedoch später zur Grundlage sozialistischer und kommunistischer Parteiprogramme.

### Von der Märzrevolution bis zur Übersiedelung nach London (1848–1870)

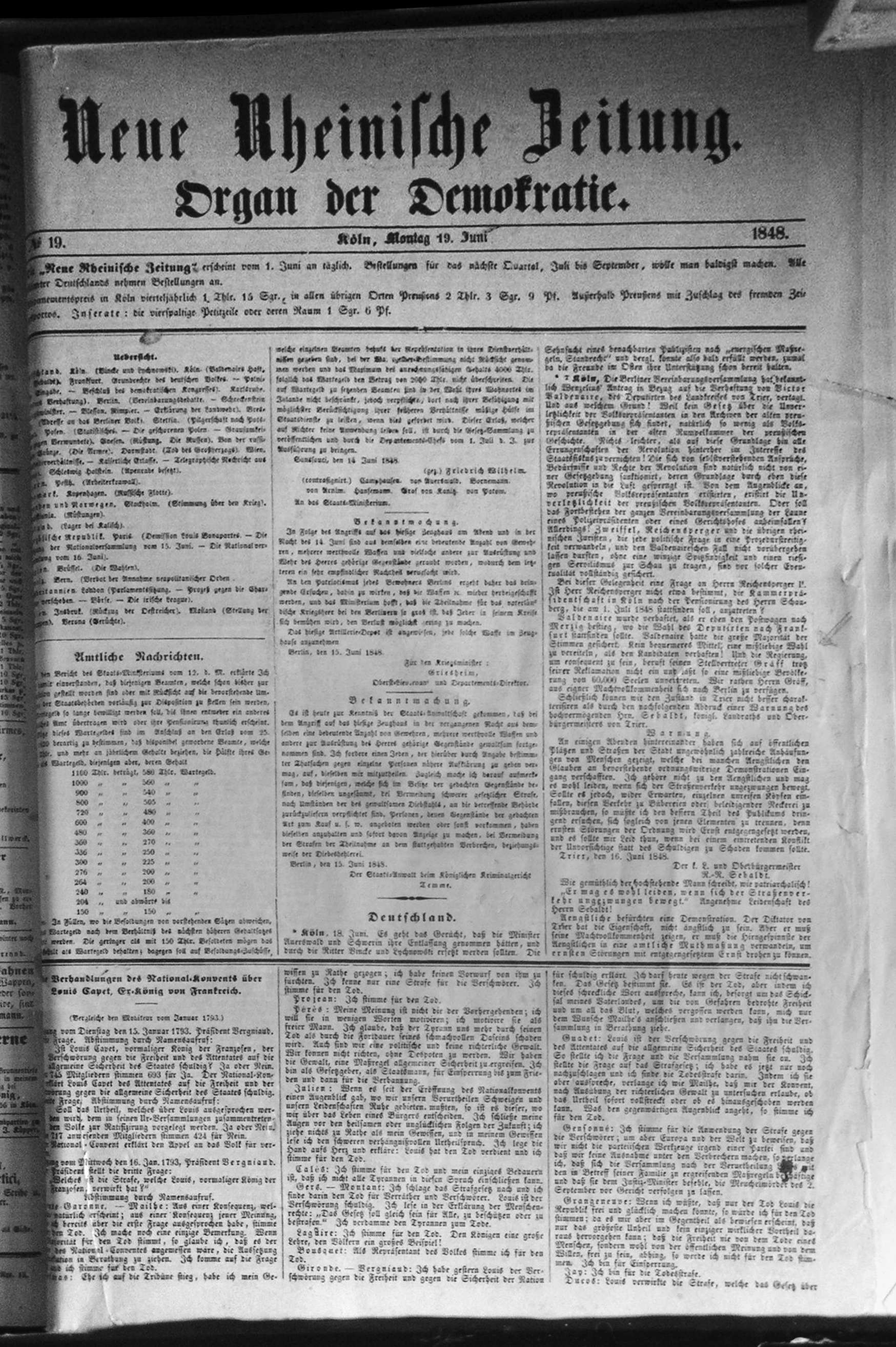
Neue Rheinische Zeitung

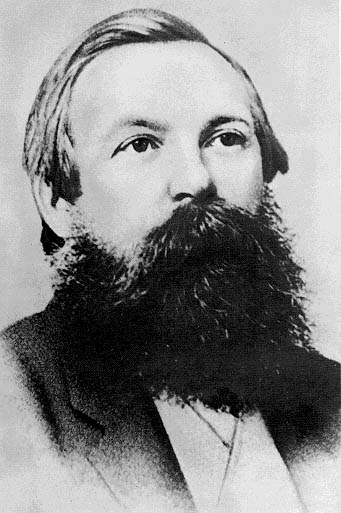
Engels nach 1871

Nach dem Ausbruch der Märzrevolution in Wien und Barrikadenkämpfen in Berlin (März 1848) trafen sich Marx und Engels in Paris und arbeiteten dort die Forderungen der Kommunistischen Partei in Deutschland aus, die als Flugblatt gedruckt wurden. Danach verließen beide Paris und trafen im April in Köln ein, um mit den Vorbereitungen zur Gründung der Neuen Rheinischen Zeitung zu beginnen; unter den Bedingungen der eben erkämpften Pressefreiheit erschien eine große Tageszeitung als das wirksamste Mittel, die politischen Ziele in aller Öffentlichkeit zu vertreten. Marx wurde Chefredakteur der neuen Zeitung, Engels sein Stellvertreter. Wegen drohender Verhaftung musste Engels im September 1848 Köln verlassen und fuhr in die Schweiz, um dort an der Organisation der Arbeitervereine mitzuwirken. Im Januar 1849 kehrte er nach Köln zurück, wo er in dem Presseprozess gegen die Neue Rheinische Zeitung vom Kölner Geschworenengericht freigesprochen wurde.
Im Mai 1849 unterstützte Engels zeitweise aktiv den Elberfelder Aufstand. Einen Monat später trat er in die badisch-pfälzische Armee ein und nahm als Adjutant Willichs an den revolutionären Kämpfen gegen Preußen in Baden im Gefecht in Gernsbach und der Pfalz teil. Hier begegnete er erstmals Johann Philipp Becker, dem Kommandeur der badischen Volkswehr, mit dem ihn später eine enge Freundschaft verband. Seine Kritik an der halbherzigen Politik der badischen Revolutionsregierung und dem letztlich unglücklichen Feldzug legte er später in seinem Werk Die deutsche Reichsverfassungskampagne nieder. Nach der Niederlage der Märzrevolution flüchtete Engels wie viele revolutionäre Emigranten über die Schweiz nach England.
Im September 1850 spaltete sich der Bund der Kommunisten. Zwei Monate später arbeitete Engels, der zuvor in der Macclesfield Street Nr. 6 in Soho gewohnt hatte, wieder bei Ermen & Engels in Manchester und übernahm später den Anteil seines Vaters, den er aber im Jahr 1870 an Ermen verkaufte. Engels begann, Militärwesen zu studieren; aufgrund seiner praktischen militärischen Erfahrungen im Wehrdienst sowie den Kämpfen in Baden entwickelte er sich zum Militärexperten, was ihm den Spitznamen „General“ einbrachte. Ende 1850 begann er zudem, die russische und andere slawische Sprachen zu erlernen, und beschäftigte sich mit der Geschichte und Literatur der slawischen Völker. Seine Sprachstudien setzte er im Jahre 1853 mit dem Erlernen des Persischen fort. Engels beherrschte zwölf Sprachen aktiv und zwanzig passiv, darunter Altgriechisch, Altnordisch, Arabisch, Bulgarisch, Dänisch, Englisch, Französisch, Friesisch, Gotisch, Irisch, Italienisch, Latein, Niederländisch, Norwegisch, Persisch, Portugiesisch, Rumänisch, Russisch, Schottisch, Schwedisch, Serbokroatisch, Spanisch, Tschechisch.
Auf das Jahr 1850 geht auch der Beginn des ständigen brieflichen Gedankenaustauschs mit Marx zurück. Unter dem Namen seines Freundes schrieb er ab 1851 bis 1862 regelmäßig für die Zeitschrift New York Daily Tribune. Von 1853 bis 1856 veröffentlichte er diverse Artikel über den Krimkrieg und andere internationale Ereignisse in der New York Daily Tribune und in der Neuen Oder-Zeitung.
Von 1857 bis 1860 arbeitete Engels an der von Charles Anderson Dana in New York herausgegebenen New American Cyclopædia mit und erstellte eine Reihe von Militärartikeln sowie biographische und geographische Artikel. Zudem verfasste er zahlreiche Zeitungsartikel, unter anderem zum Sardinischen Krieg auch für die Arbeiterzeitung Das Volk.
Ende der 1850er und Anfang der 1860er Jahre befasste sich Engels in zwei Schriften mit dem aufkommenden europäischen Nationalismus. Im April 1859 erschien in Berlin als anonyme Broschüre die Arbeit Po und Rhein, in der er sich gegen die österreichische Vorherrschaft in Italien wandte und die Überzeugung vertrat, dass nur ein unabhängiges Italien im Interesse Deutschlands liege. Für die Deutschen forderte er die „Einheit, die […] allein uns nach innen und außen stark machen kann“. Anfang 1860 veröffentlichte er ebenfalls anonym die Schrift Savoyen, Nizza und der Rhein, in der er sich gegen die Annexion Savoyens und Nizzas durch Napoleon III. aussprach und vor einer „russisch-französischen Allianz“ warnte.
Während Engels zu Beginn der 1860er Jahre von einer Reihe von privaten Vorkommnissen erschüttert wurde – dem Tod seines Vaters (1860), dem seiner Ehefrau Mary Burns (1863) und seines langjährigen Kampfgenossen Wilhelm Wolff (1864) –, zogen zwei politische Ereignisse die Aufmerksamkeit von Engels und Marx auf sich. Den Amerikanischen Bürgerkrieg (1861–1865) betrachteten beide als ein „Schauspiel ohne Parallele in den Annalen der Kriegsgeschichte“. Engels forderte von den Nordstaaten, den Krieg auf revolutionäre Weise zu führen und die Volksmassen stärker einzubeziehen. Er betonte, dass der Kampf für die Befreiung der Schwarzen die ureigenste Sache der Arbeiterklasse sei und auch die weißen Arbeiter so lange nicht frei sein könnten, wie die Sklaverei existiere. Im polnischen Aufstand gegen das zaristische Russland (1863) sah Engels eine wichtige Voraussetzung, den reaktionären Einfluss des Zarismus in Europa zu schwächen und die demokratische Bewegung in Preußen, Österreich und Russland selbst zu entfalten.
Nach dem Tod Ferdinand Lassalles (September 1864) arbeitete Engels nach Vorschlag Marx’ an der Zeitung des Allgemeinen Deutschen Arbeitervereins, Social-Demokrat, mit, um deren Mitglieder für eine revolutionäre Politik zu gewinnen. Im Februar 1865 stellten beide ihre Mitarbeit ein, da das Blatt immer deutlicher Otto von Bismarcks Nähe suchte. 1865 erschien in Hamburg die Broschüre Die preußische Militärfrage und die deutsche Arbeiterpartei, in der es Engels primär darum ging, gegen die Lassalleaner und den Allgemeinen Deutschen Arbeiterverein eine revolutionäre Position in Erinnerung zu rufen.
Nachdem Marx seit den 1850er Jahren an der Erstellung des Kapitals gearbeitet hatte, erschien der erste Band im September 1867. Engels hatte die langjährigen ökonomischen Studien von Marx überhaupt erst ermöglicht, indem er den „hündischen Commerce“ auf sich nahm und den Lebensunterhalt der Familie Marx zu einem großen Teil bestritt. Engels vermochte Marx auf allen Gebieten der ökonomischen Theorie zu beraten. Von größtem Wert war auch sein Rat in praktischen Fragen. Da für die Verbreitung der im Kapital enthaltenen Ideen zunächst noch keine Arbeiter-Zeitungen zur Verfügung standen, veröffentlichte Engels unter dem Deckmantel der Kritik in der bürgerlichen Presse mehrere Rezensionen zu Marx’ Werk. Im Jahr 1868 konnte er dann im von Wilhelm Liebknecht neu herausgegebenen Demokratischen Wochenblatt ohne die vorherigen Beschränkungen das Werk als das wichtigste Buch für die Arbeiterschaft würdigen.

### In London bis zum Tode von Marx (1870–1883)

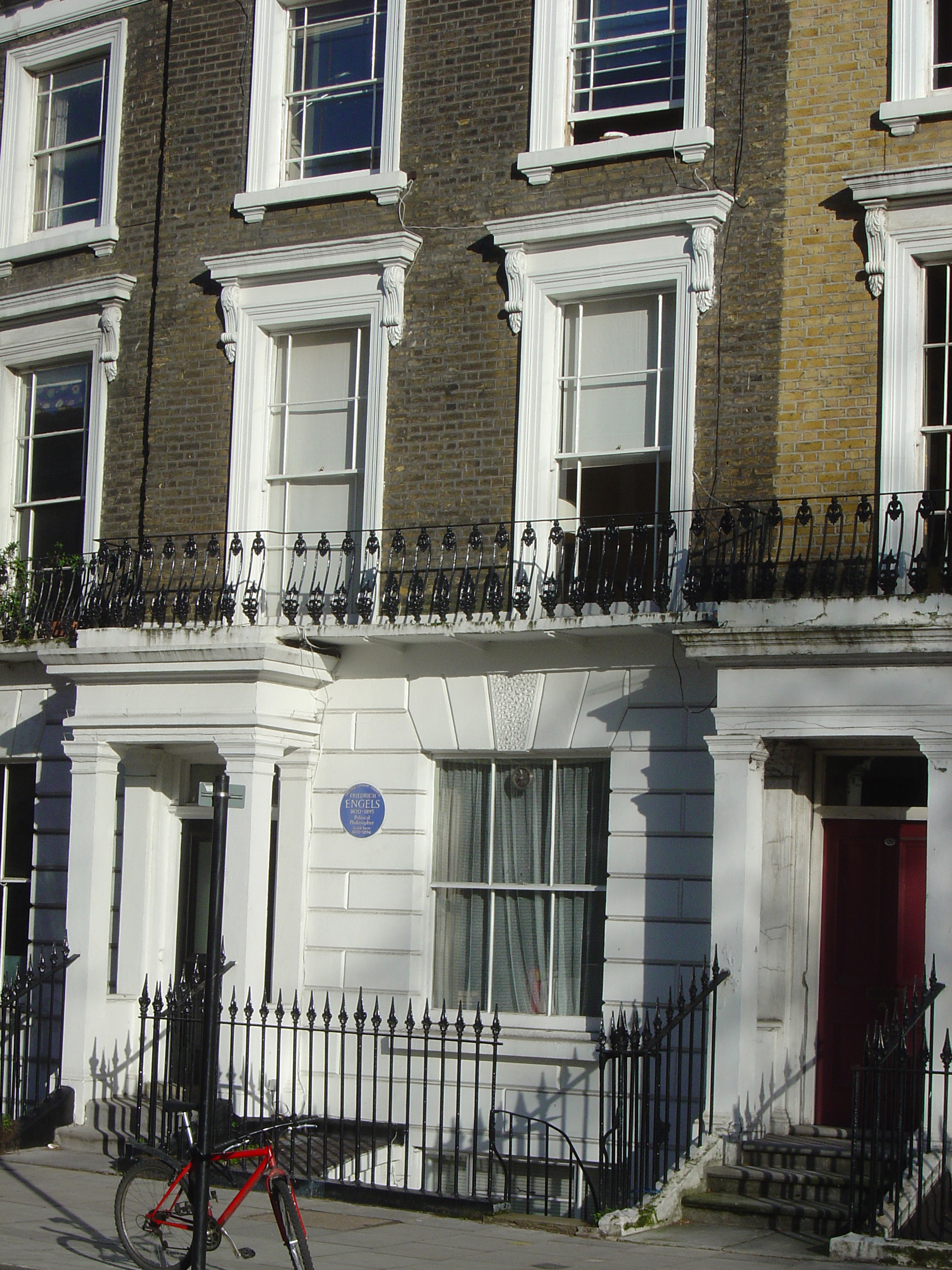
Hier wohnte Engels von 1870 bis 1894: 122, Regent’s Park Road, London N. W.

Engels, Foto von William Elliott Debenham 1888

Im Oktober 1870 zog Engels mit Lizzie Burns nach London in die Nähe der Marx’schen Wohnung. Unterdessen war in Mitteleuropa der Deutsch-Französische Krieg ausgebrochen. Marx und Engels fiel es schwer, „sich mit dem Gedanken zu versöhnen, dass, anstatt für die Zerstörung des Kaiserreichs zu kämpfen, das französische Volk sich für seine Vergrößerung opfert“. Sie vertraten die Ansicht, dass der Krieg von Seiten Frankreichs ein dynastischer Krieg war, der die persönliche Macht Bonapartes sichern sollte. Die deutschen Arbeiter müssten daher den Krieg unterstützen, solange er ein Verteidigungskrieg gegen Napoleon III., den Hauptfeind der nationalstaatlichen Einigung Deutschlands, bliebe. Von Ende Juli 1870 bis Februar 1871 verfasste Engels über den Verlauf des Krieges anonym 59 Artikel für die Londoner Tageszeitung Pall Mall Gazette, die aufgrund ihres militärischen Sachverstands in London großes Aufsehen erregten. Hatte Engels bis zur Niederlage Napoleons III. (2. September 1870) in seinen Artikeln noch die Ansicht vertreten, dass Deutschland sich gegen den französischen Chauvinismus verteidigte, so verwandelte sich danach der Krieg für ihn „langsam aber sicher in einen Krieg für die Interessen eines neuen deutschen Chauvinismus“.
Im Oktober 1870 wurde Engels auf Vorschlag von Marx zum Mitglied des Generalrats der Internationalen Arbeiterassoziation gewählt. In der Folgezeit war er als korrespondierender Sekretär für Belgien, Spanien, Portugal, Italien und Dänemark tätig. Nach der Niederlage der Kommunarden der Pariser Kommune bildete der Generalrat ein Flüchtlingskomitee für die Pariser Flüchtlinge, die meist nach London strömten. Auf Engels’ Anstoß verfasste Marx die Schrift Der Bürgerkrieg in Frankreich, die für alle Mitglieder der „Internationale“ die Bedeutung des Pariser Kampfes herausstellen sollte; Engels übersetzte diese Schrift Mitte 1871 aus dem Englischen ins Deutsche.
Seit 1873 beschäftigte sich Engels intensiv mit philosophischen Problemen der Naturwissenschaften. Seine Absicht war, nach gründlichen Vorarbeiten ein Buch zu schreiben, in dem er eine dialektisch-materialistische Verallgemeinerung der theoretischen Erkenntnisse der Naturwissenschaften geben wollte. Inmitten dieser Studien erging von Liebknecht und Marx an ihn die Bitte, der „Dühringsseuche“ in Deutschland entgegenzuwirken. Dieser Aufgabe kam er 1876 bis 1878 mit der Schrift Herrn Eugen Dührings Umwälzung der Wissenschaft (Anti-Dühring) nach. Sie erschien zuerst im Vorwärts, dem Zentralorgan der Sozialistischen Arbeiterpartei Deutschlands, 1878 in Buchform. 1878 starb seine Ehefrau Lydia Burns.

### Dialektik der NaturundAnti-Dühring
Nach dem Rückzug aus der Firma (1869) zielten Engels’ Veröffentlichungen auf die „begriffliche Präzisierung, historische Vertiefung und methodische Abgrenzung des wissenschaftlichen Sozialismus“. Von 1873 bis 1882 entstand das Fragment Dialektik der Natur. Engels wurde zu dem Werk motiviert durch die Kritik der aufkommenden Naturwissenschaften an der Philosophie Hegels und die Übertragung naturwissenschaftlicher Theorien auf die Gesellschaft. Engels will nachweisen, dass sich in der Natur dieselben Bewegungsgesetze entdecken lassen, die auch in der Geschichte gelten. Neben den Thesen von der Ewigkeit der Materie und der Bewegung formuliert er die drei Grundgesetze der Dialektik. Der Dialektik stellt Engels das „metaphysische“ Denken gegenüber, das sich an starren Kategorien statt an widersprüchlichen Prozessen orientiere. Anhand vieler Beispiele will Engels zeigen, dass die Natur nicht „metaphysisch“, sondern dialektisch strukturiert ist. In großer Detailtreue verarbeitet er dabei fast alle naturwissenschaftlichen Einsichten und Entdeckungen seiner Zeit.
In dem 1877/78 als Artikelserie im Vorwärts unter Mitarbeit von Karl Marx erschienenen Werk Herrn Eugen Dührings Umwälzung der Wissenschaft („Anti-Dühring“) setzt sich Engels kritisch mit einigen Werken von Eugen Dühring auseinander. Seine Kritik richtet sich dabei gegen den dogmatisch-metaphysischen Charakter von Dührings „Wirklichkeitsphilosophie“ und dessen Unfähigkeit, den „dialektischen“ Entwicklungsprozess der Welt zu verstehen. Gleichzeitig ist das Werk ein erster Versuch einer enzyklopädischen Zusammenfassung sowohl der Geschichte des Sozialismus als auch der Lehrmeinungen des Marx’schen Kommunismus.
Der auf den Anti-Dühring aufbauende und 1880 zuerst erschienene Aufsatz Die Entwicklung des Sozialismus von der Utopie zur Wissenschaft entwickelt die Grundsätze des Historischen Materialismus. Für Engels war der Frühsozialismus (Henri de Saint-Simon, Charles Fourier, Robert Owen) „utopisch“, weil er undialektisch an zeitlose Vernunftwahrheiten appellierte. Diesen Mangel habe Hegel behoben, indem er die gesamte Wirklichkeit als einen dialektischen Entwicklungsprozess ansah – allerdings in verkehrter Weise als die Entfaltung der „Idee“. Erst Marx machte durch seine Auffassung der Geschichte als Geschichte von Klassenkämpfen und der Entdeckung des „Mehrwerts“ als des „Geheimnisses der kapitalistischen Produktion“ den Sozialismus zur Wissenschaft. Er wies nach, dass die bürgerliche Gesellschaft an der Logik ihres Grundwiderspruchs von gesellschaftlicher Produktion und privater Aneignung notwendig scheitern müsse. Während es die historische Aufgabe der Bourgeoisie war, die Produktivkräfte zu entwickeln, sei es jetzt die Aufgabe des Proletariats, deren gesellschaftliche Aneignung durchzusetzen.
Anfang April 1888 verfasste Engels seinen bekannten Brief an Margaret Harkness über ihren Roman „A city girl“. Dort definierte er seine Position zur realistischen Literatur und hob darin die Bedeutung der Werke von Honoré de Balzac hervor.

### Nach Marx’ Tod (1883–1895)

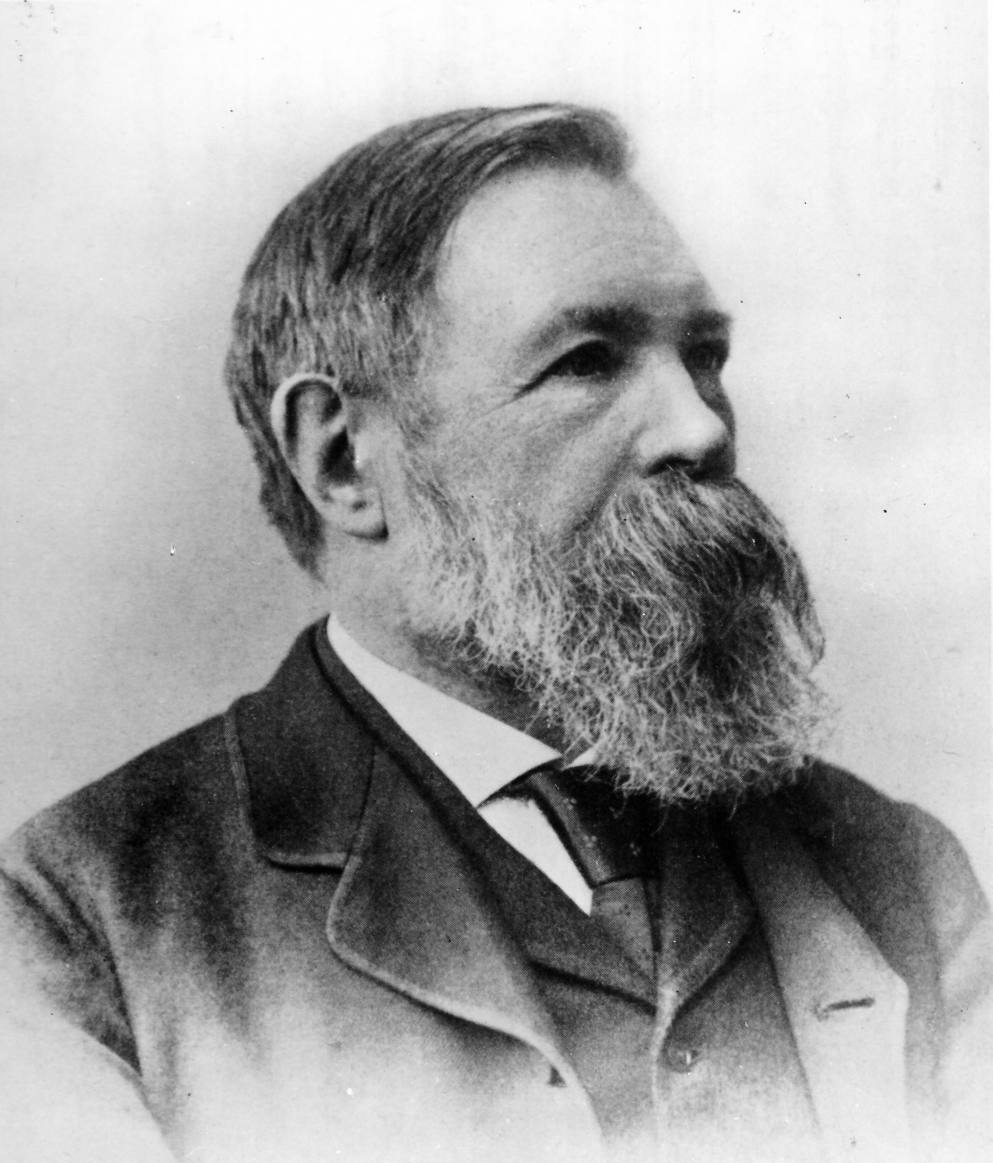
Friedrich Engels im Jahr 1891, Fotograf William Elliott Debenham (1839–1924)

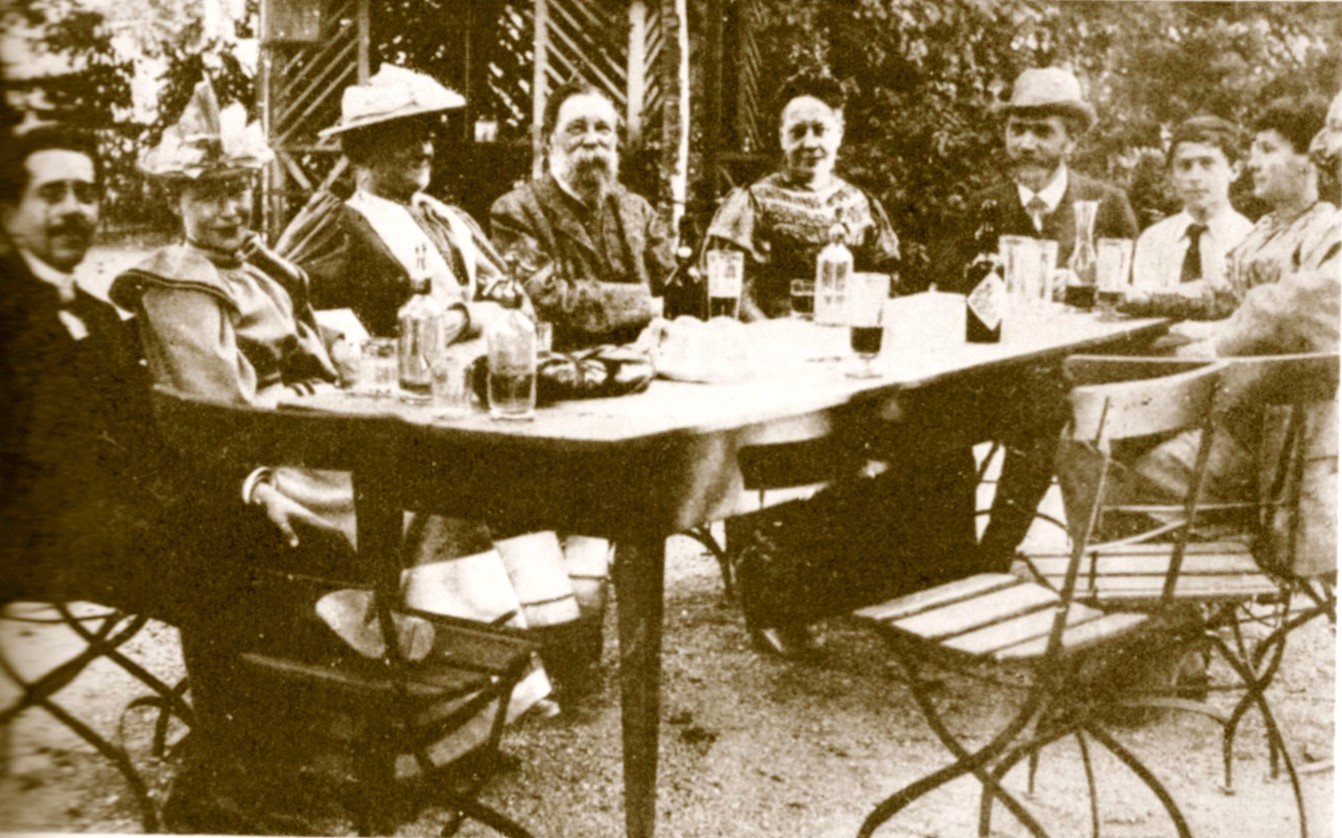
Engels (Vierter von links) im Gasthof zum Löwen in Bendlikon bei Zürich 1893 zusammen mit der Familie Bebel und einigen anderen prominenten Vertretern der sozialdemokratischen Bewegung in Deutschland (von links nach rechts: Ferdinand Simon – Schwiegersohn August Bebels –, Friederike Simon, geb. Bebel (1869–1948), Clara Zetkin, Friedrich Engels, Julie Bebel, August Bebel, Ernst Schattner, Regina Bernstein, geb. Zadek, gesch. Schattner (1849/1852–1923), Eduard Bernstein (teilweise abgeschnitten))

Nach dem Tode von Marx (1883) wurde Engels zum Hauptberater des „marxistisch“ beeinflussten Teils der internationalen, besonders der deutschen Arbeiterbewegung. Er nahm Einfluss auf die Entwicklung der deutschen Sozialdemokratie und deren Erfurter Programm (1891).
Außerdem übernahm er die Bearbeitung und Herausgabe von Marx’ Werken sowie die Aufsicht neuer Übersetzungen. Unter den Bedingungen des Sozialistengesetzes in Deutschland (1878–1890) brachte Engels noch im Jahre 1883 eine neue Auflage des ersten Bandes des Kapitals heraus. Bei deren Vorbereitung berücksichtigte er einige der wichtigsten Änderungen aus der französischen Ausgabe.
1884 veröffentlichte er die unter anderem auf Marx’schen Manuskripten basierende Schrift Der Ursprung der Familie, des Privateigentums und des Staats, in der er ein evolutionistisches Fünf-Stadien-Modell der Gesellschaftsformationen von der Urgesellschaft über Sklavenhaltergesellschaft, Feudalismus und Kapitalismus hin zum Kommunismus annahm.
Dann begann Engels, die Marx’schen Manuskripte zu ordnen und zu entziffern. 1885 veröffentlichte er Marx’ Das Elend der Philosophie und den zweiten Band des Kapitals. Es folgte die englische Übersetzung des ersten Bandes (1887), die er gemeinsam mit seinem Freund Samuel Moore und Marx’ Schwiegersohn Edward Aveling vorbereitete. 1890 erschien die vierte, von Engels nochmals redigierte Fassung des ersten Bandes des Kapitals, worin er einige Fußnoten ergänzte, die den veränderten „geschichtlichen Umständen“ Rechnung tragen sollten. Sehr schwierig gestaltete sich die Edition des dritten Bandes, für die Engels neun Jahre benötigte (1895). Er nahm das Marx’sche Manuskript von 1864/65 zur Grundlage, das er stark redigierte.
Neben der Edition des Kapitals publizierte Engels 1886 die Schrift Ludwig Feuerbach und der Ausgang der klassischen deutschen Philosophie, 1891 die 1875 von Marx verfasste Kritik des Gothaer Programms. Daneben führte er regen Schriftverkehr mit Sozialisten und Kommunisten in ganz Europa.
Kurz vor seinem Tod gab Engels bekannt, dass er nicht der Vater von Frederick Demuth, dem unehelichen Sohn von Karl Marx und Helene Demuth ist.

#### Spätwerk
Nach dem Tod von Marx (1883) verfolgte Engels vor allem das Ziel, das gemeinsam mit Marx geschaffene wissenschaftliche und politische Werk zu verbreiten, zu verteidigen und fortzusetzen. Dafür stellte er eigene Arbeiten zurück wie die an der Dialektik der Natur.
Engels’ primäres Anliegen war zunächst die Arbeit am Kapital und die Herausgabe der von Marx hinterlassenen Manuskripte. In seinen eigenen Schriften versuchte er, der sich entfaltenden Arbeiterbewegung die revolutionären Traditionen zu vermitteln. Entsprechend nahm die Aufarbeitung der Geschichte der frühen sozialistischen Bewegung und der Revolution von 1848/49 breiten Raum ein. Es entstanden Arbeiten wie Marx und die Neue Rheinische Zeitung, Zur Geschichte des Bundes der Kommunisten und das Vorwort zu Karl Marx vor den Kölner Geschworenen. Als Mittel der Darstellung wählte Engels immer wieder die Biographie – zum Beispiel über die Arbeiterführer Georg Weerth, Johann Philipp Becker und Sigismund Ludwig Borkheim.
Engels geschichtliches Interesse bezog sich auch auf das Thema „Urgeschichte“. So analysierte er in Der Ursprung der Familie, des Privateigentums und des Staates die Gesellschaftsformation der Urgesellschaft und den Übergang zur Klassengesellschaft.
Daneben beschäftigte er sich eingehend mit der deutschen Geschichte. Im Rahmen seiner geplanten Überarbeitung des Deutschen Bauernkriegs setzte er sich mit der Geschichte des Deutschen Bauernkriegs auseinander, den er als den „Angelpunkt der ganzen deutschen Geschichte“ ansah. Die Entstehung des deutschen Nationalstaats und die Politik Bismarcks waren Gegenstand des Ende 1887 bis April 1888 entstandenen Manuskripts Die Rolle der Gewalt in der Geschichte, das unvollendet blieb. Um die amerikanische Ausgabe der Lage der arbeitenden Klasse in England entstanden seit Anfang 1885 eine Reihe von Aufsätzen zur Geschichte der englischen Arbeiterbewegung (England in 1845 and in 1885).
Weiterhin arbeitete Engels über die Geschichte Russlands und Frankreichs. 1889/90 erschien Die auswärtige Politik des russischen Zarentums, 1891 die französische Übersetzung von Karl Marx’ Achtzehntem Brumaire im Feuilleton des Socialistes. Es folgte die Neuausgabe von Karl Marx’ Bürgerkrieg in Frankreich, zu der Engels eine Einleitung schrieb.
Die Geschichte des Urchristentums interessierte ihn wegen seiner „merkwürdigen Berührungspunkte mit der modernen Arbeiterbewegung“. Wie diese sei auch das Urchristentum „im Ursprung eine Bewegung Unterdrückter: es trat zuerst auf als eine Religion der Sklaven und Freigelassenen, der Armen und Rechtlosen […]. Beide werden verfolgt und gehetzt, ihre Anhänger geächtet, unter Ausnahmegesetze gestellt“. Sein Vorgehen war dabei durchaus auf der Höhe der historisch-kritischen Bibelforschung seiner Zeit. In dem 1883 erschienenen Aufsatz The book of revelation untersuchte Engels die Offenbarung des Johannes, die ihm als wichtigste neutestamentliche Quelle für die Erforschung der Geschichte des Urchristentums galt. Im Sommer 1894 behandelte er das Thema „Urchristentum“ noch einmal eingehend in dem in der Neuen Zeit erschienenen Werk Zur Geschichte des Urchristentums, wobei Gedanken aus dem Aufsatz von 1883 einflossen.
Ein weiteres wichtiges Thema für den späten Engels war die wiederholte Auseinandersetzung mit den philosophischen Quellen des Marxismus. Im Jahre 1886 legte er in der Arbeit Ludwig Feuerbach und der Ausgang der klassischen deutschen Philosophie das Verhältnis des Marxismus zur Philosophie Hegels und Feuerbachs dar. Engels verstand diese Schrift selbst als „die ausführlichste Darlegung des historischen Materialismus“, die seines Wissens existiere.

### Engels’ Tod
Engels starb am 5. August 1895 in London im Alter von 74 Jahren an Kehlkopfkrebs. Am 11. August fand in Anwesenheit von Wilhelm Liebknecht, August Bebel, Paul Singer, Karl Kautsky, Eduard Bernstein, Franz Lütgenau, Julius Motteler, Emilie Motteler, Friedrich Leßner, Paul Lafargue, Laura Lafargue, Jean Longuet, Edward Anseele, Marinus van der Goes, Samuel Moore, Edward Aveling, Eleanor Marx, Harry Quelet, Will Thorne, Stepniak, Wera Sassulitsch, Paolo Balera, Stanislaus Mendelson, Nasarbek (Armenien), Jankoskaund (Polen) sowie Engels Bruder Hermann Engels und seinem Neffen Schlechtendahl die Trauerfeier für Engels statt. Anschließend erfolgte die Einäscherung in Woking, an der nur Engels Verwandte und die Töchter von Marx mit ihren Lebenspartnern anwesend waren. Da seine Vorliebe für das Seebad Eastbourne bekannt war, wurde die Urne mit seiner Asche am 27. September 1895 fünf Seemeilen vor der dortigen Küste bei Beachy Head ins Meer versenkt. In seinem Testament hinterließ Engels ein Barvermögen von ca. 30.000 £ (etwa 600.000 Goldmark), wovon Eleanor Marx 9000 Pfund Sterling erhielt.

## Theoretische Grundkonzeptionen
Obwohl Engels den Großteil seiner theoretischen und praktischen Tätigkeit in den Dienst von Marx stellte, erschloss er der marxistischen Theorie Bereiche, denen Marx nur geringe Aufmerksamkeit schenkte. Insbesondere in den klassischen Disziplinen der Philosophie wie der Erkenntnistheorie, Ontologie und Anthropologie und der Theorie der Geschichte gilt Engels als ein eigenständiger Denker.

### Philosophie

#### Ausgangspunkt
Im Unterschied zu Marx entwickelte Engels seine philosophischen Auffassungen erst später, als er sich intensiv mit den Naturwissenschaften beschäftigte – vor allem in Hinblick auf das Problem der Dialektik. Engels sah sich zu diesem Zeitpunkt vor die Aufgabe gestellt, die Dialektik gegen die Angriffe Dührings zu verteidigen und zugleich die Prinzipien einer neuen Philosophie darzulegen, die sich sowohl von dem bisherigen Idealismus als auch vom in dieser Zeit bestimmenden Vulgär-Materialismus unterschied. Bei allen grundlegenden Erörterungen war Hegel die prägende Gestalt, an der er seine Überlegungen orientierte.

#### Die Dialektik
Engels versteht die Dialektik nicht nur als ein historisches, sondern vor allem als ein ontologisches und erkenntnistheoretisches Prinzip. Sie ist die Weise der Bewegung und Entwicklung alles Seienden und zugleich die Methode des Denkens. Engels entwickelt drei dialektische Gesetze:
1. „das Gesetz von der Durchdringung der Gegensätze“
2. „das Gesetz des Umschlagens von Quantität in Qualität und umgekehrt“
3. „das Gesetz von der Negation der Negation“[78]

Die Materie ist für Engels wesentlich bewegt. Bewegung ist widerspruchsvoll, was sich schon daraus ergibt, dass ein bewegter Körper „in ein und demselben Zeitmoment an einem Ort und zugleich an einem anderen Ort, an einem und demselben Ort und nicht an ihm ist“. Auf Grund von Engels’ Voraussetzung, dass alles Wirkliche materiell und alles Materielle wesentlich bewegt ist, lässt sich dann sagen, dass in allem Wirklichen Widersprüche enthalten sind bzw. dass sich in der Wirklichkeit notwendig Gegensätze durchdringen.
Das Gesetz vom Umschlagen von Quantität in Qualität besagt, „daß in der Natur […] qualitative Änderungen nur stattfinden können durch quantitativen Zusatz oder quantitative Entziehung von Materie oder Bewegung“.
Das Gesetz der Negation der Negation ist nach Engels ein allgemeines „Entwicklungsgesetz der Natur, der Geschichte und des Denkens“, das von ihm nur anhand von Beispielen dargestellt wird. So ist die Pflanze, die aus einem Gerstenkorn entsteht, dessen Negation, die zahlreichen Körner, die die Pflanze hervorbringt, das Ergebnis der Negation der Negation.
Engels stellt der dialektischen die metaphysische Denkweise gegenüber. Diese arbeitet mit „fixen“, die dialektische dagegen – zu deren Vertretern er Aristoteles und vor allem Hegel zählt – mit „flüssigen“ Kategorien. Nach Ansicht Engels’ sind die „fixen Gegensätze von Grund und Folge, Ursache und Wirkung, Identität und Unterschied, Schein und Wesen“ der metaphysischen Denkweise unhaltbar, da der jeweils eine Pol im anderen schon „in nuce vorhanden“ sei und „an einem bestimmten Punkt der eine Pol in den andern umschlägt“. Die metaphysische Denkweise ist die „gewöhnliche“, deren sowohl das Alltagsdenken als auch die Wissenschaft bedarf, um sich in der Welt zu orientieren, und sie „hatte ihrerzeit eine große geschichtliche Berechtigung“. Sie ist eine notwendige Stufe alltäglicher und wissenschaftlicher Erkenntnis, die nicht einfach zugunsten der Dialektik übersprungen werden darf, sondern in ihr als Moment aufgehoben ist.

#### Erkenntnis und Logik
Im Anti-Dühring entwickelt Engels in Grundsätzen seine Abbildtheorie. Bewusstsein und Denken sind für ihn die „Produkte des menschlichen Hirn“; der Mensch ist „selbst ein Naturprodukt“. Die „logischen Schemata“ beziehen sich auf „Denkformen“, die ihrerseits „Formen des Seins, der Außenwelt“ sind. Engels bestreitet wie Hegel die These vom „Ding an sich“; denn dieses füge „unser wissenschaftlichen Kenntnis kein Wort hinzu, denn wenn wir uns nicht mit den Dingen beschäftigen können, so existieren sie für uns nicht“. Die Erkenntnis ist ein „historisches Produkt, das zu verschiednen Zeiten sehr verschiedne Form und damit sehr verschiednen Inhalt annimmt. Die Wissenschaft vom Denken ist also, wie jede andre, eine historische Wissenschaft, die Wissenschaft von der geschichtlichen Entwicklung des menschlichen Denkens“.
Engels schließt sich der Hegelschen Kritik an dem formal-logischen Prinzip der Identität an. Die Naturwissenschaft habe nachgewiesen, dass die Identität auch die Verschiedenheit einschließe. Ebenfalls im Sinne Hegels interpretiert Engels das Urteil als die Einheit des Allgemeinen und des Besonderen.

#### Ideologie, Moral und Religion
Ideologie ist für Engels „ein Prozess, der zwar mit Bewusstsein vom sogenannten Denker vollzogen wird, aber mit einem falschen Bewusstsein. Die eigentlichen Triebkräfte, die ihn bewegen, bleiben ihm unbekannt“. Dem Ideologen erscheinen seine Vorstellungen, „weil durchs Denken vermittelt, auch in letzter Instanz im Denken begründet“. Zu diesen Triebkräften zählen sowohl undurchschaute subjektive Interessen als auch die objektive ökonomische Konstellation. Engels betont andererseits auch die „historische Wirksamkeit“ der Ideologie. Ihr „selbständige historische Entwicklung absprechen“ bedeutet nicht, dass sie nicht „einmal durch andre, schließlich ökonomische Ursachen, in die Welt gesetzt, nun auch reagiert“ und auf ihre Umgebung, ja ihre eigene Ursache zurückwirken kann.
Die Entwicklung einer Ideologie folgt einer bestimmten Eigenlogik, sie entwickelt sich „im Anschluss an den gegebenen Vorstellungsstoff“. So hat „die Philosophie jeder Epoche ein bestimmtes Gedankenmaterial zur Voraussetzung, das ihr von ihren Vorgängern überliefert worden und wovon sie ausgeht“. Trotzdem bestimmen maßgeblich die ökonomischen Einflüsse „die Art der Abändrung und Fortbildung des vorgefundnen Gedankenstoffs“. Sie wirken meist nicht direkt, sondern vermittelt, da „es die politischen, juristischen, moralischen Reflexe sind, die die größte Wirkung auf die Philosophie üben“.
Typische Beispiele für Ideologien sind für Engels Moral und Religion. Die Moral war „stets eine Klassenmoral; entweder rechtfertigte sie die Herrschaft und die Interessen der herrschenden Klasse, oder aber sie vertrat, sobald die unterdrückte Klasse mächtig genug wurde, die Empörung gegen diese Herrschaft und die Zukunftsinteressen der Unterdrückten“. Der Ursprung der ideologischen Form der Religion ist die Ohnmacht des Menschen gegenüber der Natur. Die niedrige Stufe der Naturbeherrschung und die Abhängigkeit von unbekannten Naturereignissen bedingten religiös-magische Praktiken zur Kompensation der ökonomisch-technischen und wissenschaftlichen Unterentwicklung: „Diesen verschiedenen falschen Vorstellungen von der Natur, von der Beschaffenheit des Menschen selbst, von Geistern, Zauberkräften u.s.w. liegt meist nur negativ Ökonomisches zu Grunde; die niedrige ökonomische Entwicklung der vorgeschichtlichen Periode hat zur Ergänzung, aber stellenweise auch zur Bedingung und selbst Ursache, die falschen Vorstellungen von der Natur“.

#### Geschichte
Engels teilte mit Marx die Grundannahmen, die Geschichte der Menschheit sei eine „Geschichte von Klassenkämpfen“ und in ihrem Verlauf wesentlich bestimmt von den ökonomischen Verhältnissen. Im Anti-Dühring und in seinen späten Schriften arbeitete Engels die geschichtsphilosophischen Konzeptionen weiter aus.
Engels Geschichtsauffassung ist von einem grundsätzlichen Optimismus geprägt. Wie Hegel begreift er die Menschheits-Geschichte nicht als ein „wüstes Gewirr sinnloser Gewalttätigkeiten“, sondern als einen Entwicklungsprozess, dessen innere Gesetzmäßigkeit sich durch alle scheinbaren Zufälligkeiten hindurch wahrnehmen lässt.
Zwar ist für ihn die Geschichte primär ein Werk der Menschen – „wir machen unsere Geschichte selbst“ –, doch sind „die wirklich tätigen Beweggründe der geschichtlich handelnden Menschen keineswegs die letzten Ursachen der geschichtlichen Ereignisse“. Vielmehr stecken „hinter diesen Beweggründen andre bewegende Mächte […] die es zu erforschen gilt“. Der Zusammenhang zwischen der Freiheit des Einzelnen und der Gesetzmäßigkeit des geschichtlichen Ablaufs kann für Engels nur dialektisch begriffen werden. Die „Zwecke der Handlungen“ sind zwar gewollt, nicht aber „die Resultate, die wirklich aus den Handlungen folgen“. Die geschichtlichen Ereignisse erscheinen so „als von der Zufälligkeit beherrscht“, werden aber „durch innre verborgne Gesetze beherrscht“. Damit diese wirksam werden können, muss allerdings erst ein gewisser Grad der Reife in der historischen Entwicklung erreicht worden sein: „die Geschichte hat ihren eignen Gang, und so dialektisch dieser schließlich auch verlaufen mag, so muß die Dialektik doch oft lange genug auf die Geschichte warten“.
Die entscheidende Bedingung für die geschichtliche Entwicklung stellen die ökonomischen Verhältnisse dar – die Art und Weise, wie die Menschen ihren Lebensunterhalt produzieren und ihre Produkte austauschen. Sie und die aus ihnen folgende gesellschaftliche Gliederung bilden die Grundlage „für die politische und intellektuelle Geschichte“ jeder Geschichtsepoche.

##### Die ökonomischen Faktoren
Besonders in seinem Spätwerk entwickelte Engels einen umfassenden Begriff von den bestimmenden „ökonomischen Faktoren“. In seinem Brief an Borgius zählt er dazu „die gesamte Technik der Produktion und des Transports“, die Geographie, „Tradition“ und auch die „Rasse“. Sie bilden die Basis des geschichtlichen Verlaufs, sind aber nicht das einzig Bestimmende. Die „verschiedenen Momente des Überbaus – politische Formen des Klassenkampfs und seine Resultate – Verfassungen, nach gewonnener Schlacht durch die siegende Klasse festgestellt usw. – Rechtsformen, und nun gar die Reflexe aller dieser wirklichen Kämpfe im Gehirn der Beteiligten, politische, juristische, philosophische Theorien, religiöse Anschauungen und deren Weiterentwicklung zu Dogmensystemen, üben auch ihre Einwirkung auf den Verlauf der geschichtlichen Kämpfe aus und bestimmten in vielen Fällen vorwiegend deren Form“.
Die ökonomischen Gesetze sind für Engels keine ewigen Naturgesetze der Geschichte, sondern historische Gesetze, die entstehen und vergehen. Soweit sie „rein bürgerliche Verhältnisse“ ausdrücken, sind sie nicht älter als die moderne bürgerliche Gesellschaft. Sie behalten nur so lange Gültigkeit, wie diese auf Klassenherrschaft und Klassenausbeutung sich stützende Gesellschaft am Leben bleibt. Engels nimmt in diesem Zusammenhang auch zum Malthusschen Bevölkerungsgesetz Stellung. Es sei nur ein Gesetz für die bürgerliche Gesellschaft und beweise, dass diese zu einer Schranke der Entwicklung geworden sei und deshalb fallen müsse.

##### Urkommunismus und Zivilisation
Ein wesentliches Element des Spätwerks Engels’ bildete die Auseinandersetzung mit der Prähistorie, deren Bedeutung ihm erst durch die Lektüre der Arbeiten von Haxthausen, Maurer und Morgan deutlich wurde.
Für Engels geht alle Geschichte von der ursprünglichen Gemeinschaft des Grundbesitzes der Stamm- und Dorfgemeinden aus. Er schwärmt von der Stammes-/Gentilgesellschaft und ihrer „wunderbaren Verfassung in all ihrer Kindlichkeit und Einfachheit“. Ähnlich wie Jean-Jacques Rousseau kontrastiert er die Gegenwart mit zwei goldenen Zeitaltern – am Anfang und am Ende der Geschichte.
Das aller Arbeitsteilung und Staatengründung vorausgehende Zeitalter beschreibt Engels eindringlich in romantischer Sprache:

„Ohne Soldaten, Gendarmen und Polizisten, ohne Adel, Könige, Statthalter, Präfekten oder Richter, ohne Gefängnisse, ohne Prozesse geht alles seinen geregelten Gang. Allen Zank und Streit entscheidet die Gesamtheit derer, die es angeht, die Gens oder der Stamm, oder die einzelnen Gentes unter sich – nur als äußerstes, selten angewandtes Mittel droht die Blutrache, von der unsre Todesstrafe auch nur die zivilisierte Form ist, behaftet mit allen Vorteilen und Nachteilen der Zivilisation. Obwohl viel mehr gemeinsame Angelegenheiten vorhanden sind als jetzt – die Haushaltung ist einer Reihe von Familien gemein und kommunistisch, der Boden ist Stammesbesitz, nur die Gärtchen sind den Haushaltungen vorläufig zugewiesen –, so braucht man doch nicht eine Spur unsres weitläufigen und verwickelten Verwaltungsapparats. Die Beteiligten entscheiden, und in den meisten Fällen hat jahrhundertelanger Gebrauch bereits alles geregelt. Arme und Bedürftige kann es nicht geben – die kommunistische Haushaltung und die Gens kennen ihre Verpflichtungen gegen Alte, Kranke und im Kriege Gelähmte. Alle sind gleich und frei – auch die Weiber. Für Sklaven ist noch kein Raum, für Unterjochung fremder Stämme in der Regel auch noch nicht.“

Die ursprünglichen Stammesgemeinschaften waren aber dem Untergang geweiht, weil sie über den Stamm nicht hinausgingen; „was außerhalb des Stammes war, war außerhalb des Rechts“. Sie konnten nur so lange bestehen, wie die Produktion gänzlich unentwickelt blieb. Trotz dieser Einsicht übt Engels vernichtende Kritik an der danach einsetzenden zivilisatorischen Entwicklung:

„Es sind die niedrigsten Interessen – gemeine Habgier, brutale Genußsucht, schmutziger Geiz, eigensüchtiger Raub am Gemeinbesitz –, die die neue, zivilisierte, die Klassengesellschaft einweihen; es sind die schmählichsten Mittel – Diebstahl, Vergewaltigung, Hinterlist, Verrat, die die alte klassenlose Gentilgesellschaft unterhöhlen und zu Fall bringen. Und die neue Gesellschaft selbst, während der ganzen dritthalbtausend Jahre ihres Bestehns, ist nie etwas andres gewesen als die Entwicklung der kleinen Minderzahl auf Kosten der ausgebeuteten und unterdrückten großen Mehrzahl, und sie ist dies jetzt mehr als je zuvor.“

#### Staat
Der Staat ist für Engels ein historisches Produkt. Engels erklärt dies am Beispiel der Entstehung des athenischen Staates. Dieser habe sich aus der ursprünglich kommunistischen Stammesgesellschaft heraus entwickelt. Mit der Vererbung des Vermögens an die Kinder wurde die Reichtumsanhäufung in bestimmten Familien begünstigt, die damit eine starke Machtposition gegenüber der Gens erhielten. Zum Schutz der familiären Privilegien wurde schließlich der Staat „erfunden“. Er sollte das neu entstandene Privateigentum der Einzelnen „gegen die kommunistischen Traditionen der Gentilordnung sicherstellen“, es zum „höchsten Zweck aller menschlichen Gemeinschaft“ erheben und „mit dem Stempel allgemein gesellschaftlicher Anerkennung“ versehen. Damit verewigte er die „Spaltung der Gesellschaft in Klassen“ und „das Recht der besitzenden Klasse auf Ausbeutung der nichtbesitzenden und die Herrschaft jener über diese“.
Die Form der Staatsgewalt wird bedingt durch die Form der Gemeinden zu dem Zeitpunkt, an dem die Staatsgewalt notwendig wird. Wo etwa – wie bei den „arischen Völkern Asiens und bei den Russen“ – „noch kein Privateigentum am Boden sich gebildet hat, tritt die Staatsgewalt als Despotismus auf“. Dagegen wurden in den von den Deutschen eroberten römischen Ländern die einzelnen Bodenanteile bereits zum „Allod“ umgewandelt – zum „freien, nur den gemeinen Markverpflichtungen unterworfenen Eigentum der Besitzer“.
Der Staat ist entstanden „aus dem Bedürfnis, Klassengegensätze im Zaum zu halten“. Da er aber gleichzeitig „mitten im Konflikt dieser Klassen entstanden ist, ist er in der Regel der Staat der mächtigsten ökonomischen Klasse“. Diese wird durch seine Hilfe auch zur politisch herrschenden Klasse, die „so neue Mittel erwirbt zur Niederhaltung und Ausbeutung der unterdrückten Klasse“. Ausnahmsweise kann es auch zu Situationen kommen, wo „die kämpfenden Klassen einander so nahe das Gleichgewicht halten, daß die Staatsgewalt als scheinbare Vermittlerin momentan eine gewisse Selbständigkeit gegenüber beiden erhält“. Engels erwähnt als Beispiel „die absolute Monarchie des 17. und 18. Jahrhunderts“ – die zwischen Adel und Bürgertum vermittelte – und den „Bonapartismus des ersten und namentlich des zweiten französischen Kaiserreichs, der das Proletariat gegen die Bourgeoisie und die Bourgeoisie gegen das Proletariat ausspielte“.
Engels ist allerdings der Ansicht, dass die Arbeiterklasse den Staat vorerst noch benötigt, um die Macht des Bürgertums zu überwinden und die Organisation der neuen Gesellschaft beginnen zu können. Mit dem Verschwinden der in Klassen geteilten Gesellschaft verliert der Staat dann seine eigentliche Daseinsberechtigung. Er macht sich selbst überflüssig, wenn er nicht mehr der Vertreter einer privilegierten Klasse, sondern der ganzen Gesellschaft ist. „An die Stelle der Regierung über Personen tritt die Verwaltung von Sachen und die Leitung von Produktionsprozessen. Der Staat wird nicht ‚abgeschafft‘, er stirbt ab“.

#### Natur
Während Hegel die Natur als bloße „Entäußerung“ der Idee angesehen habe, die zu keiner Entwicklung in der Zeit fähig sei, ist für Engels die Natur nicht bloße logische Vorstufe des Geistes. Vielmehr ist die Menschheitsgeschichte für ihn „nur als Entwicklungsprozeß selbstbewußter Organismen von der Geschichte der Natur verschieden“. Inspiriert durch die Darwinsche Abstammungstheorie fasst Engels die Natur als ein historisches Phänomen auf.

### Wissenschafts- und Philosophiegeschichte
Engels betrachtet die Geschichte der Wissenschaften vor allem hinsichtlich der Entwicklung des Naturverständnisses und des dialektischen Denkens.
Für den „naturwüchsigen Materialismus“ der Vorsokratiker war die Einheit und Objektivität der Natur eine Selbstverständlichkeit. Weil man noch nicht zur Analyse der Natur fortgeschritten war, wurde sie noch als ein Ganzes betrachtet. Der „Gesamtzusammenhang der Naturerscheinungen“ war für sie „Resultat der unmittelbaren Anschauung“, was die „Unzulänglichkeit der griechischen Philosophie“ offenbare.
Mit dem Sieg des Christentums ging die kosmologisch-dialektische Tradition der Griechen verloren. Die daran anschließende Zeit des Mittelalters bewertet Engels weitgehend negativ – als „finstere Nacht“, in der sich die Wissenschaften nicht weiterentwickelt hätten. Trotzdem betont er die „großen Fortschritte des Mittelalters“ – vor allem hinsichtlich der „Erweiterung des europäischen Kulturgebiets“ und der Entstehung der „lebensfähigen großen Nationen“.
Die Renaissance sei die erste große Epoche, die sich ganz auf den Boden der Erfahrung stellte. Die Erde wurde „eigentlich jetzt erst entdeckt und der Grund gelegt zum späteren Welthandel und zum Übergang des Handwerks in die Manufaktur, die wieder den Ausgangspunkt bildete für die moderne große Industrie. Die geistige Diktatur der Kirche wurde gebrochen“. Allerdings beschäftigte sich die Renaissance vornehmlich mit der Mechanik der „irdischen und himmlischen Körper“ und der „Vervollkommnung der mathematischen Methoden“. Diese Entwicklung wurde mit Isaac Newton und Carl von Linné „zu einem gewissen Abschluß gebracht“. Das besondere Charakteristikum dieser Epoche war es, dass sie – entgegen dem Entwicklungsansatz der Griechen – die „absolute Unveränderlichkeit der Natur“ zum Ausgangspunkt nahm.
Die Auflösung dieses statischen Naturverständnisses sieht Engels erst mit Immanuel Kants Allgemeiner Naturgeschichte und Theorie des Himmels (1755) beginnen. Kant hatte die „Frage nach dem ersten Anstoß“ beseitigt und die Erde und das ganze Sonnensystem „als etwas im Verlauf der Zeit Gewordenes“ dargestellt. Diese Arbeit Kants wurde aber bis zum Auftreten von Pierre-Simon Laplace und John Herschel von der Naturwissenschaft ignoriert, und es war den neu entstehenden geologischen Wissenschaften vorbehalten, nachzuweisen, dass „die Natur nicht ist, sondern wird und vergeht“.
Das starre System einer „unveränderlich fixierten organischen Natur“ wurde endgültig aufgelöst durch Charles Darwin, der den Artbegriff verflüssigte. Eine neue Naturanschauung war damit in ihren Grundzügen fertig: „Alles Starre war aufgelöst, alles Fixierte verflüchtigt, alles für ewig gehaltene Besondere vergänglich geworden, die ganze Natur als in ewigem Fluß und Kreislauf sich bewegend nachgewiesen“.
Mit Georg Wilhelm Friedrich Hegel folgte der Auflösung der Starrheit des Naturbildes auch die der Begriffe. Die Bedeutung der Epoche von Kant bis Hegel sieht Engels in der Wiedergeburt der Dialektik. Kant erscheint ihm durch Hegel überholt. Insbesondere wendet sich Engels gegen die undialektische Kant-Interpretation des Neukantianismus und eine Philosophie, die das Wesentliche in der Erkenntnistheorie sieht. Den Agnostizismus bezeichnet er als einen „verschämten Materialismus“. Hegels System gilt Engels als „die letzte, vollendetste Form der Philosophie“; mit ihm „scheiterte die ganze Philosophie“. Was aber blieb, war „die dialektische Denkweise und die Auffassung der natürlichen, geschichtlichen und intellektuellen Welt als einer sich ohne Ende bewegenden, umbildenden, in stetem Prozeß von Werden und Vergehen begriffenen. Nicht nur an die Philosophie, an alle Wissenschaften war jetzt die Forderung gestellt, die Bewegungsgesetze dieses steten Umbildungsprozesses auf ihrem besondern Gebiet aufzuweisen“.

### Ökonomie
Engels kritisiert die klassische Volkswirtschaftslehre – so wie sie unter anderem von Adam Smith, David Ricardo und John Stuart Mill vertreten wurde – als „Bereicherungswissenschaft“, da sie auf der Grundlage des Privateigentums basiere. Deren Vertreter seien nicht bereit gewesen, die „Widersprüche“ der bestehenden ökonomischen Verhältnisse zu untersuchen. Das liberale ökonomische System sei vor allem wegen des ihm zugrunde liegenden Konkurrenzprinzips abzulehnen, das auf das „Recht des Stärkeren“ hinauslaufe. Das Konkurrenzprinzip entzweie die Menschen, indem es einen ständigen Konflikt zwischen Käufern und Verkäufern erzeuge, und bewirke, dass der Handel zu einem „legalen Betrug“ wird. Es führe zur Monopolbildung und veranlasse zur Spekulation. Diese kritisiert Engels – in Anlehnung an den kategorischen Imperativ Immanuel Kants – als den „Kulminationspunkt der Unsittlichkeit“, weil durch sie „die Geschichte und in ihr die Menschheit zum Mittel herabgesetzt wird“. In letzter Konsequenz hat nach Engels die Konkurrenz zum Verlust der menschlichen Freiheit geführt: „Die Konkurrenz hat alle unsre Lebensverhältnisse durchdrungen und die gegenseitige Knechtschaft, in der die Menschen sich jetzt halten, vollendet.“
Für Engels stehen in der kapitalistischen Ökonomie „alle natürlichen und vernünftigen Verhältnisse auf den Kopf“. Erst mit der Abschaffung des Privateigentums werden die natürlichen Verhältnisse wiederhergestellt und ein „der Menschheit würdiger Zustand“ geschaffen. Engels schwebt eine Planwirtschaft vor, in der es Aufgabe der Gemeinde ist, zu berechnen, „was sie mit den ihr zu Gebote stehenden Mitteln erzeugen kann und nach dem Verhältnis dieser Produktionskraft zur Masse der Produzenten bestimmen, inwieweit sie die Produktion zu steigern oder nachzulassen, inwieweit sie dem Luxus nachzugeben oder ihn zu beschränken hat“.

## Rezeption
Engels hatte einen maßgeblichen Einfluss auf die weitere Entwicklung des Marxismus. Für die Arbeiterführer und sozialistischen Theoretiker war er in den ersten Jahren der II. Internationale die unbestrittene Autorität. Die wichtigsten Führer der deutschen, österreichischen, französischen, italienischen und spanischen Arbeiterbewegung (Wilhelm Liebknecht, Karl Kautsky, Eduard Bernstein, Victor Adler, Paul Lafargue, Filippo Turati, José Mesa) wurden zu seinen Schülern und Vertrauten. Engels’ Popularisierungen erschlossen die Marx’sche Theorie erst breiten Kreisen der Arbeiterbewegung. Seine Schriften – insbesondere die Rezension von Marx’ Zur Kritik der politischen Ökonomie (1859), die Spätschrift Ludwig Feuerbach und der Ausgang der klassischen deutschen Philosophie (1886) oder der Nachtrag zum dritten Band des Kapital (1894/1895) – beeinflussten wesentlich die Rezeption der Theorien von Marx und Engels. Allen voran aber wurde der Anti-Dühring zum Lehrbuch der Darstellung einer „marxistischen Weltanschauung“. So gab es für Karl Kautsky „kein Buch, das für das Verständnis des Marxismus so viel geleistet hätte“, und für Wladimir Iljitsch Lenin war es mit Engels’ Ludwig Feuerbach und dem Kommunistischen Manifest eines der „Handbücher jedes klassenbewussten Arbeiters“.
Das Verhältnis zwischen der Marx’schen und Engels’schen Theorie – in der Literatur oft als das „Marx-Engels-Problem“ bezeichnet – ist innermarxistisch umstritten. Die orthodoxe, marxistisch-leninistische Tradition betrachtet Marx und Engels als „geistige Zwillinge“, die aus praktischen Gründen verschiedene Arbeitsaufgaben auf sich nahmen. Während Marx dabei der Part der Ökonomie zugefallen sei, habe Engels’ Aufgabe darin bestanden, die übrigen Gebiete abzudecken – von der Philosophie (Anti-Dühring), Anthropologie und Staatstheorie bis zur Physik und Wissenschaftstheorie (Dialektik der Natur). Der These von den beiden „geistigen Zwillingen“ wurde in der Literatur immer wieder die These des „tragischen Irrtums“ („tragic deception“) entgegengestellt. Nach dieser Version habe Engels alle grundlegenden Konzepte von Marx missverstanden und sei verantwortlich für die daraus folgenden realsozialistischen Entwicklungen. Diese Auffassung wird seit den 1970er Jahren insbesondere von der „Neuen Marx-Lektüre“ vertreten, deren Vertreter problematisieren, wie Engels Marx’ Kategorien historisierend gedeutet habe (logisch-historische Methode). Jean van Heijenoort kritisierte insbesondere das mangelnde mathematische Verständnis Engels’.
Die Grundthese von Engels’ Staatstheorie, dass der Staat ein historisches Produkt ist, wird heutzutage allgemein anerkannt. Die Details von Engels’ Theorie der Staatsentstehung gelten inzwischen als überholt.

## Erinnerungsstätten und Ehrungen

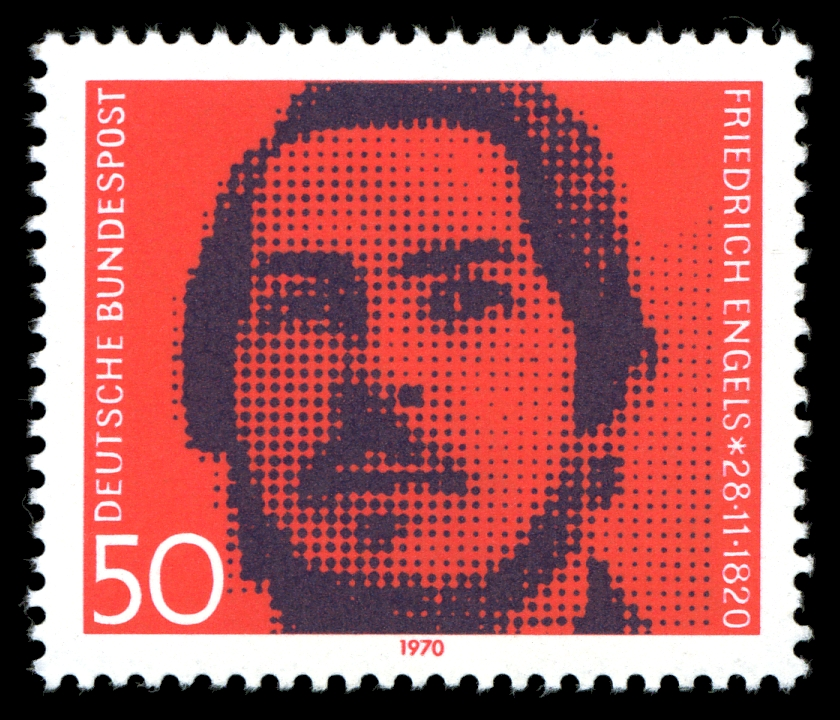
Die Deutsche Bundespost würdigte Engels 1970 mit einer Sondermarke anlässlich seines 150. Geburtstags.

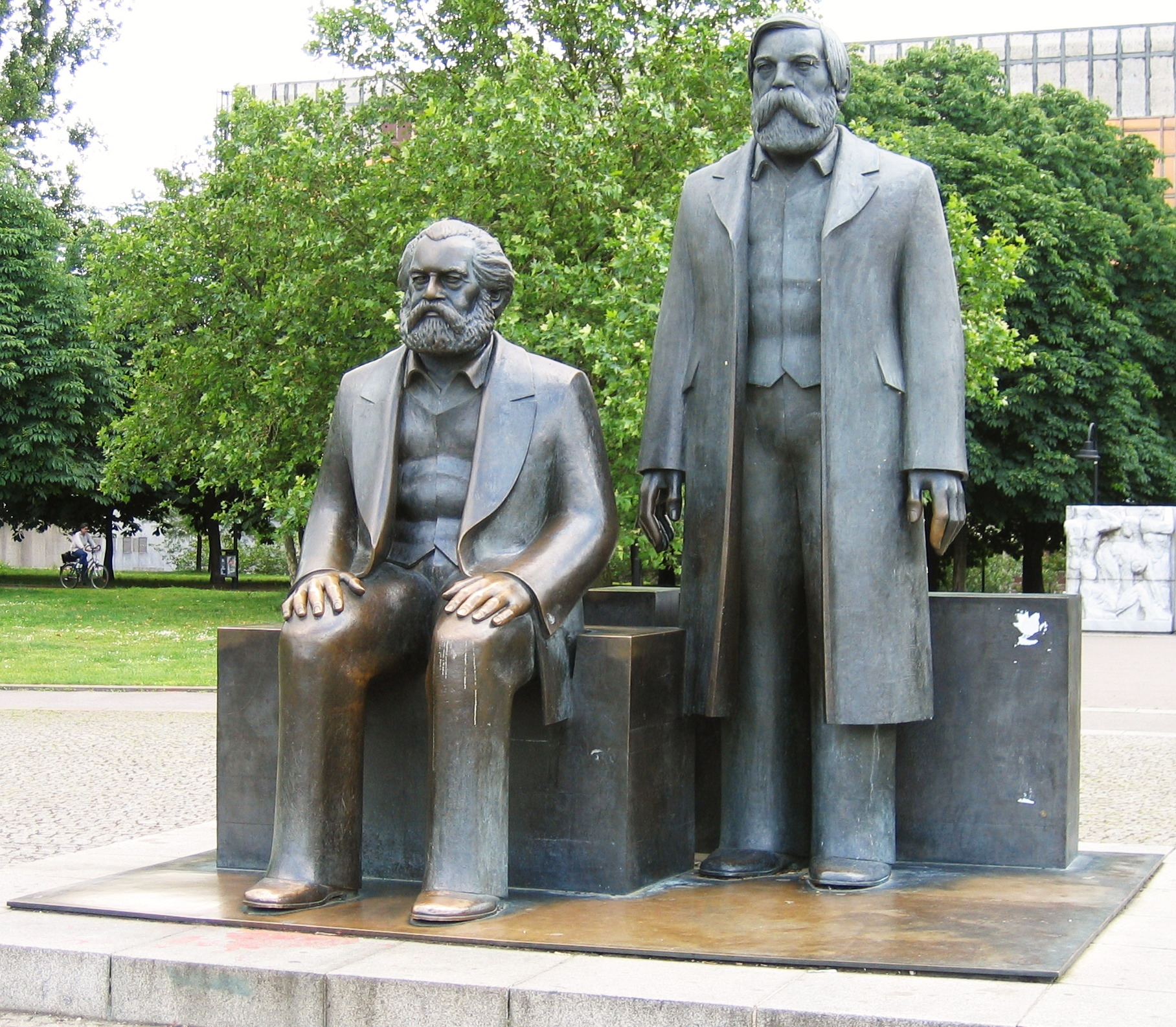
Denkmal für Karl Marx und Friedrich Engels, Marx-Engels-Forum in Berlin-Mitte.

In zahlreichen Städten auf der ganzen Welt (zum Beispiel Berlin, Wuppertal, Wien, Moskau) gibt es nach Engels benannte Straßen, Plätze, Gebäude, Statuen und Ähnliches. Besonders an Orten, an denen sich Engels längere Zeit aufhielt, finden sich Hinweise auf ihn. In Wuppertal-Unterbarmen befindet sich das historische Zentrum, welches das Anwesen der Industriellen-Familie Engels, unter anderem das Engels-Haus und den Engelsgarten mit dem 2014 eingeweihten Engels-Denkmal, umfasst. In London-Primrose Hill befindet sich eine Tafel an einem Haus, die an den Aufenthalt von Friedrich Engels und seiner Familie erinnert. In Salford gibt es ein Engelshaus. In Manchester befindet sich eine Gedenkplakette an der Stelle, wo einst Engels von April 1858 bis Mai 1864 offiziell wohnte: „Friedrich Engels (1820–1895) social philosopher and writer, lived at No. 6 Thorncliffe Grove, which once stood on this site“.
Besonders im Realsozialismus wurden in vielfacher Weise Andenken an Engels gesetzt. In Berlin befindet sich auf dem Marx-Engels-Forum, das 1986 von der damaligen DDR-Führung im Zuge des 750-jährigen Stadtjubiläums Berlins errichtet wurde, eine Statue von Friedrich Engels. Ebenso war er in der DDR auf dem 50-Mark-Schein abgebildet. Die Stadt Engels in Russland wurde nach ihm benannt. Auch in Dresden befindet sich eine Statue von Engels, die dort nach der Wende vor einem Stück der Berliner Mauer aufgestellt wurde. Die Nationale Volksarmee der DDR benannte ihr zu repräsentativen Zwecken eingesetztes Wachregiment 1970 nach Friedrich Engels; mit zentralen Funktionen stationiert in der Friedrich-Engels-Kaserne in Berlin, in einer ehemaligen Artilleriekaserne, in deren Vorgängerbau „Garde-Artillerie-Kaserne“ Engels selbst Dienst tat. Von 1959 bis 1969 gehörte das Küstenschutzschiff Friedrich Engels, eine Fregatte des sowjetischen Projekt 50 (Riga-Klasse), zur Volksmarine der DDR. Die Militärakademie der NVA war ebenfalls nach Friedrich Engels benannt. 1920 wurde der 1904 gebaute russische Zerstörer Woiskowoi (Voiskovoy/Войсковой) in Friedrich Engels (Фридрих Энгельс) umbenannt und auf dem Kaspischen Meer im Rahmen des Russischen Bürgerkriegs eingesetzt. Drei Jahre später wurde er jedoch bereits in Markin umbenannt. Dafür erhielt der Zerstörer Desna (Десна) der Orfei-Klasse den Namen Engels.

## Schriften
- Briefe aus dem Wuppertal. 1839 (marx.works)
- Cola di Rienzi. (dramatischer Entwurf, Handschrift) (1840/1841)[143]
- [Friedrich Engels]: Schelling und die Offenbarung: Kritik des neuesten Reaktionsversuchs gegen die freie Philosophie. Robert Binder, Leipzig 1842. (Digitalisat)
- [Friedrich Engels]: Schelling der Philosoph in Christo, oder die Verklärung der Weltweisheit zur Gottesweisheit. Für gläubige Christen, denen der philosophische Sprachgebrauch unbekannt ist.A. Eyssenhardt, Berlin 1842. Digitalisat MDZ Reader
- [Friedrich Engels, Edgar Bauer]: Die frech bedräute, jedoch wunderbar befreite Bibel. Oder: Der Triumph des Glaubens. Das ist: Schreckliche, jedoch wahrhafte und erkleckliche Historia von dem weiland Licentiaten Bruno Bauer; wie selbiger vom Teufel verführet, vom reinen Glauben abgefallen, Oberteufel geworden und endlich kräftiglich entsetzet ist. Christliches Heldengedicht in vier Gesängen. Joh. Friedr. Heß, Neumünster b. Zürich 1842. Digitalisat MDZ Reader
- Umrisse zu einer Kritik der Nationalökonomie. 1844 (marx.works)
- Beschreibung der in neuerer Zeit entstandenen und noch bestehenden kommunistischen Ansiedlungen. In: Deutsches Bürgerbuch für 1845. C. W. Leske, Darmstadt 1845, S. 326–340. (Archive.org)
- Die Lage der arbeitenden Klasse in England. Otto Wigand, Leipzig 1845 Digitalisat MDZ Reader
- Ein Fragment Fouriers über den Handel. In: Deutsches Bürgerbuch für 1846. Zweiter Jahrgang. hrsg. von H. Püttmann. Heinrich Hoff, Mannheim 1846, S. 1–56. digi-hub
- Die deutsche Ideologie, (mit Marx) 1845 (marx.works)
- Friedrich Engels, Karl Marx: Die heilige Familie oder Kritik der Kritischen Kritik. Gegen Bruno Bauer & Consorten. Literarische Verlagsanstalt (J. Rütten), Frankfurt am Main 1845. Digitalisat MDZ Reader
- Der Status quo in Deutschland. 1847 (marx.works)
- Grundsätze des Kommunismus, 1847 (marx.works)
- [Karl Marx, Friedrich Engels]: Manifest der Kommunistischen Partei. Gedruckt in der Office der „Bildungs-Gesellschaft für Arbeiter“ von J.E. Burghard, London 1848 Digitalisat MDZ Reader 23 Seiten, 1848
- Der deutsche Bauernkrieg. Hamburg 1850. Zweiter Abdruck Leipzig 1870 Digitalisat
- Revolution und Konterrevolution in Deutschland. New York Daily Tribune 1851 bis 1852 (marx.works)
- Die Armeen Europas. 1855 (marx.works)
- Po und Rhein. Franz Duncker, Berlin 1859 Digitalisat MDZ Reader
- Savoyen, Nizza und der Rhein. G. Behrend (Falckenberg’sche Verlagsbuchhdlg.), Berlin 1860 Digitalisat MDZ Reader
- Die preußische Militärfrage und die deutsche Arbeiterpartei. Otto Meißner, Hamburg 1865. Digitalisat MDZ Reader
- Betrachtungen über den Krieg in Deutschland, 1866 (marx.works)
- Konspekt über >Das Kapital< von Karl Marx. Erster Band, 1868 (marx.works)
- Die Geschichte Irlands. 1870 (marx.works)
- Der deutsche Bauernkrieg. Zweiter, mit einer Einleitung versehener Abdruck, Expedition des „Volksstaat“ (F. Thiele), Leipzig 1870 (Originalausgabe auf Google.books)
- Zur Wohnungsfrage. 1872 (marx.works)
- Von der Autorität, 1872/73 (marx.works)
- Die Bakunisten an der Arbeit. Denkschrift über den letzten Aufstand in Spanien, Leipzig, November 1873 (marx.works)
- Dialektik der Natur 1873 bis 1886 (marx.works)
  - darin Anteil der Arbeit an der Menschwerdung des Affen. 1876 (marx.works)
- Herrn Eugen Dühring’s Umwälzung der Wissenschaft. Philosophie, politische Oekonomie, Sozialismus. Verlag der Genossenschafts-Buchdruckerei, Leipzig 1878 Digitalisat Heinrich-Heine-Universität Düsseldorf
- Die Entwicklung des Sozialismus von der Utopie zur Wissenschaft, 1880 (marx.works)
- Zur Urgeschichte der Deutschen. 1881/1882 (marx.works)
- Der Ursprung der Familie, des Privateigenthums und des Staats. Schweizerische Genossenschaftsbuchdruckerei, Hottingen-Zürich 1884, 2. Auflage. J. H. W. dietz, Stuttgart 1886
- Zur Geschichte des Bundes der Kommunisten, 1885 (marx.works)
- Ludwig Feuerbach und der Ausgang der klassischen deutschen Philosophie, 1886 (marx.works)
- Die Rolle der Gewalt in der Geschichte. 1887 bis 1888 (marx.works)
- Zur Kritik des sozialdemokratischen Programmentwurfs. 1891 (marx.works)
- In Sachen Brentano contra Marx wegen angeblicher Citatsfälschung. Geschichtserzählung und Dokumente. Otto Meissner, Hamburg 1891. Digitalisat MDZ Reader
- Kann Europa abrüsten? Wörlein & Comp., Nürnberg 1893 Faksimile-Nachdruck 1929 MDZ Reader
- Zur Geschichte des Urchristentums. 1894 (marx.works)
- Die Bauernfrage in Frankreich und Deutschland. November 1894 fes
- Einleitung zu Marx’ Die Klassenkämpfe in Frankreich 1848 bis 1850. Berlin 1895. (Archive.org)

### Werkausgaben
- Karl Marx, Friedrich Engels: Werke. (MEW = Marx-Engels-Werke; bekannt auch als Blaue Bände). 44 Bände, Dietz Verlag, Berlin 1956–2018 (Briefe in den Bänden 27 bis 39 sowie 41). Marx.Works: marx.works
- Karl Marx, Friedrich Engels: Gesamtausgabe. (MEGA = Marx-Engels-Gesamtausgabe). Dietz Verlag, Berlin 1975 ff./ Akademie-Verlag, Berlin 1998 ff.
- Karl Marx, Friedrich Engels: Ausgewählte Werke in zwei Bänden. Dietz Verlag, Berlin 1951 (34. Auflage Dietz Verlag, Berlin 1989)
- Karl Marx, Friedrich Engels: Ausgewählte Werke in sechs Bänden. Dietz Verlag, Berlin 1970 (8. Auflage 1979) (Lizenzausgabe Verlag Marxistische Blätter, Frankfurt am Main 1970)
- Karl Marx, Friedrich Engels: Ausgewählte Werke. Digitale Bibliothek Band 11 (CD-ROM), Directmedia, Berlin 1998, ISBN 3-932544-15-3.
- Friedrich Engels: Ausgewählte militärische Schriften. Ausgewählt und zusammengestellt von Günter Wisotzki, Bd. 1 Berlin (Verlag des Ministeriums für nationale Verteidigung) 1958, Bd. 2 Berlin (Deutscher Militärverlag) 1964.

### Briefwechsel
- Catilina: Ein Brief von Friedrich Engels. In: Der sozialistische Akademiker. 1. Jg., 1. Oktober 1895. Heft 19, S. 351–353. FES
- Ein zweiter Brief von Friedrich Engels. In: Der Sozialistische Akademiker. 1. Jg., 15. Oktober 1895. Heft 20, S. 373–374. FES.
- Briefe von Ferdinand Lassalle an Karl Marx und Friedrich Engels 1849 bis 1862. hrsg. von Franz Mehring. J. H. W. Dietz Nachf. (G.m.b.H.), Stuttgart 1902.
- Briefe und Auszüge aus Briefen von Joh. Phil. Becker, Jos. Dietzgen, Friedrich Engels, Karl Marx u. A. an F. A. Sorge und Andere. J. H. W. Dietz Nachfolger, Stuttgart 1906.
- Briefwechsel zwischen Engels und Marx. Hrsg. von August Bebel und Eduard Bernstein. 4 Bände J. H. W. Dietz Nachf., Stuttgart 1913.
- Gustav Mayer (Hrsg.): Der Briefwechsel zwischen Lassalle und Marx. Nebst Briefen von Friedrich Engels und Jenny Marx an Lassalle und von Karl Marx an Gräfin Sophie Hatzfeld. Deutsche Verlags-Anstalt; Verlagsbuchhandlung Julius Springer, Stuttgart, Berlin 1922 (Ferdinand Lassalle. Nachgelassene Briefe und Schriften. Hrsg. von Gustav Mayer. Dritter Band).
- Victor Adlers Aufsätze, Reden und Briefe. Hrsg. vom Parteivorstand der Sozialdemokratischen Arbeiterpartei Deutschösterreichs. Erstes Heft: Victor Adler und Friedrich Engels. Verlag der Wiener Volksbuchhandlung, Wien 1922.
- Die Briefe von Karl Marx und Friedrich Engels an Danielson <Nikolai-on> mit einem Vorw. von Gustav Mayer. Hrsg. und eingel. von Kurt Mandelbaum. Liebing, Leipzig 1929.
- Karl Marx Friedrich Engels. Briefe an A. Bebel, W. Liebknecht, K. Kautsky und Andere. Teil I. 1870–1886. Besorgt vom Marx-Engels-Lenin-Institut Moskau, unter Redaktion von W. Adoratski. Verlagsgenossenschaft Ausländischer Arbeiter in der UdSSR, Moskau-Leningrad 1933
- Antonio Labriola. Lettre a Engels. Rom 1949
- Friedrich Engels’ Briefwechsel mit Karl Kautsky. Zweite, durch die Briefe Karl Kautskys vervollständigte Ausgabe von „Aus der Frühzeit des Marxismus“. Hrsg. und bearbeitet von Benedikt Kautsky. Danubia-Verlag, Universitätsbuchhandlung Wilhelm Braumüller, Wien 1955 (Quellen und Untersuchungen zur Geschichte der deutschen und österreichischen Arbeiterbewegung Bd. I. Hrsg. v. Internationalen Institut für Sozialgeschichte zu Amsterdam).
- Friedrich Engels Paul et Laura Lafargue. Correspondance. Textes recueillis, annotés et présentés par Émile Bottigelli. Traductions de l’anglais par Paul Meier. 3 Bde. Édition Sociales, Paris 1956–1959.
- Georg Eckert (Hrsg.): Wilhelm Liebknecht. Briefwechsel mit Karl Marx und Friedrich Engels. Mouton & Co., Den Haag 1963 (Quellen und Untersuchungen zur Geschichte der deutschen und österreichischen Arbeiterbewegung V. International Instituut voor Sociale Geschiedenis, Amsterdam).
- Karl Marx Friedrich Engels Briefwechsel mit Wilhelm Bracke (1869–1880). Im Auftrag des Instituts für Marxismus-Leninismus beim ZK der SED hrsg. und eingeleitet von Heinrich Gemkow. Dietz Verlag, Berlin 1963 (Bücherei des Marxismus-Leninismus, Band 62).
- Corrispondenza di Marx e Engels (1848–1895) con italiani (Pubblicazioni dell'Istituto G. Feltrinelli). A cura di Giuseppe Del Bo. Feltrinelli, Mailand 1964.
- Die I. Internationale in Deutschland (1864–1872). Dokumente und Materialien. Redaktion Rolf Dlubek, Evgenija Stepanova, Irene Bach, Ursula Hermann, Erich Kundel, Vera Morosova, Olga Senekina, Richard Sperl. Dietz Verlag, Berlin 1964.
- Werner Blumenberg: August Bebels Briefwechsel mit Friedrich Engels. Mouton & Co., London / Den Haag / Paris 1965 (Quellen und Untersuchungen zur Geschichte der deutschen und österreichischen Arbeiterbewegung VI. Hrsg. Internationaal Instituut voor sociale Geschiedenis, Amsterdam).
- Herbert Steiner: Die Gebrüder Scheu. In: Archiv für Sozialgeschichte. Bd. VI/VIII, 1966/67, S. 441–576.
- Freiligraths Briefwechsel mit Marx und Engels. Bearb. von Manfred Häckel. 2 Teile. Akademie Verlag, Berlin 1968 (Hrsg. von der Deutschen Akademie der Wissenschaften zu Berlin Institut für Deutsche Sprache und Literatur).
- The Harney Papers. Edited by Frank Gees Black and Renee Métiver Black. van Gorcum & Comp., Assen 1969 (Publications on Social History issued by the Internationaal Instituut voor Sociale Geschiedenis V.)
- Helmut Hirsch (Hrsg.): Eduard Bernsteins Briefwechsel mit Friedrich Engels. van Gorcum & Comp. N.V., Assen 1970 (Quellen und Untersuchungen zur Geschichte der deutschen und österreichischen Arbeiterbewegung. Neue Folge, Bd. 1. Hrsg. v. Internationaal Instituut voor Sociale Geschiedenis, Amsterdam)
- Friedrich Leßner: Ich brachte das „Kommunistische Manifest“ zum Drucker. Zusammengestellt und eingeleitet von Ursula Hermann und Gerhard Winkler unter Mitarbeit von Ruth Rüdiger und Wilfried Henze. Dietz Verlag, Berlin 1975.
- Zeitgenossen von Marx und Engels. Ausgewählte Briefe aus den Jahren 1844 bis 1852. Hrsg. und annotiert von Kurt Koszyk und Karl Obermann. Van Gorcum & Comp, Assen / Amsterdam 1975 (Quellen und Untersuchungen zur Geschichte der deutschen und österreichischen Arbeiterbewegung. Neue Folge Bd. VI. Hrsg. v. Internationaal Instituut voor Sociale Geschiedenis, Amsterdam).
- Heinz Monz: Die Verbindung des Mainzer Paul Stumpf zu Karl Marx und Friedrich Engels. Zugleich ein Beitrag zur Geschichte der Mainzer Arbeiterbewegung, Darmstadt 1986 (Hessische Beiträge zur Geschichte der Arbeiterbewegung).
- Jan Gielkens: „Wir ziehen morgen um“. Eine bisher unveröffentlichte Postkarte von Friedrich Engels an Karl Kautsky. Für Götz Langkau. In: Ursula Becker, Heiner M. Becker, Jaap Kloosterman (Redaktion): Kein Nachruf! Beiträge über und für Götz Langkau. IISG. Amsterdam 2003, S. 98–100.
- Markus Bürgi: Friedrich Engels und seine Verwandten Beust in Zürich. Neu aufgefundene Briefe und Materialien zu einer bisher unbekannten Beziehung. In: Marx-Engel-Jahrbuch. 2006, Berlin 2007, S. 171–213.
- Gerd Callesen: Victor Adler – Friedrich Engels Briefwechsel. Wien 2009 (Verein für Geschichte der Arbeiterbewegung. Dokumentation 1–4/200).

### Exzerpte
- (Konspekt): G. von Gülich – Deutschland.[144] In: Karl Marx Friedrich Engels. Über Deutschland und die deutsche Arbeiterbewegung. Band 1. Von der Frühzeit bis zum 18. Jahrhundert. 6. Auflage. Dietz Verlag, Berlin 1978, S. 521–561.
- Artilleristisches aus Amerika. In: Friedrich Engels 1820–1970. Referate Diskussionen Dokumente. Verlag für Literatur und Zeitgeschehen, Hannover 1972, S. 69–71.
- Hans-Peter Harstick: Friedrich Engels Markverfassung der Urzeit. In: Friedrich Engels 1820–1970. Referate Diskussionen Dokumente. Verlag für Literatur und Zeitgeschehen, Hannover 1972, S. 261–289.

### Biografien und biografische Literatur
(chronologisch)
- Karl Kautsky: Friedrich Engels. Sein Leben, sein Wirken, seine Schriften. 2. Ausgabe. Vorwärts, Berlin 1895.
- Friedrich Engels. In: Emanuel Wurm: Volks-Lexikon. Nachschlagebuch für sämmtliche Wissenszweige mit besonderer Berücksichtigung der Arbeiter-Gesetzgebung Gesundheitspflege Handelswissenschaften Sozial-Politik. Vierter Band. Wörlein & Comp., Nürnberg 1897, S. 432–433.
- Gustav Mayer: Friedrich Engels. Eine Biographie. Band 1: Friedrich Engels in seiner Frühzeit 1820–1851. Springer, Berlin 1920 (Neuauflage, herausgegeben und kommentiert von Stephan Moebius, Springer VS, Wiesbaden 2022, ISBN 978-3-658-34280-7).
- Ernst Drahn: Friedrich Engels. Ein Lebensbild zu seinem 100. Geburtstag. Wien/Berlin 1920.
- Max Adler: Engels als Denker. Berlin 1920.
- Friedrich Weiß: Friedrich Engels’ Leben und Lehren. Merkblatt für Vertrauensmännerkurse, herausgegeben von der Zentralstelle für das Bildungswesen der Deutschen Sozialdemokratischen Arbeiterpartei in der Tschechoslowakischen Republik. Prag 1925.
- J. B. Mayer: Friedrich Engels. Ein Abriß. Trier 1931.
- Walther Victor: Der General und die Frauen. Büchergilde Gutenberg, Berlin 1932 (Neuauflage, Hammerich & Lesser, Hamburg 1947; Erzählung).
- Gustav Mayer: Friedrich Engels. Eine Biographie. Bd. 1: Friedrich Engels in seiner Frühzeit. Bd. 2: Engels und der Aufstieg der Arbeiterbewegung in Europa. 2. Auflage. Martinus Nijhoff, Haag 1934/1934. Nachdruck: Ullstein, Frankfurt am Main / Berlin / Wien 1975, ISBN 3-548-03114-5 (bis heute umfassendste Engels-Biographie).
- Reinhart Seeger: Friedrich Engels als „junger Deutscher“. Inaugural-Dissertation. Eduard Klinz Buchdruck-Werkstätten, Halle (Saale) 1935.
- Auguste Cornu: Karl Marx und Friedrich Engels. Leben und Werk. 1818–1846. 3 Bde., Akademie Verlag, Berlin 1954–1968.
- E. A. Stepanowa: Friedrich Engels. Sein Leben und Werk. Dietz Verlag, Berlin 1958.
- Wolfgang Köllmann: Friedrich Engels. In: Wuppertaler Biographien. 1. Folge. Beiträge zur Geschichte und Heimatkunde des Wuppertals, Band 4, Born-Verlag, Wuppertal 1958, S. 35–39.
- Hermann Dollnow: Engels, Friedrich. In: Neue Deutsche Biographie (NDB). Band 4, Duncker & Humblot, Berlin 1959, ISBN 3-428-00185-0, S. 521–527 (Digitalisat).
- Věra Macháčková: Der junge Engels und die Literatur (1838–1844). Dietz Verlag, Berlin 1961.
- Horst Ullrich: Der junge Engels. 2 Teile, Deutscher Verlag der Wissenschaften, Berlin 1966.
- Helmut Hirsch: Friedrich Engels in Selbstzeugnissen und Bilddokumenten (= Rowohlts Monographien. Band 142). Rowohlt, Reinbek bei Hamburg 1968; 11. Auflage, 2002, ISBN 3-499-50142-2.
- Helmut Hirsch: Friedrich Engels (1820–1895). In: Rheinische Lebensbilder. Band 4. Hrsg. von Bernhard Poll. Rheinland Verlag, Köln 1970, S. 191–208.
- Heinrich Gemkow u. a.: Friedrich Engels. Eine Biographie. Dietz, Berlin 1970 (6. Auflage 1988), ISBN 3-320-00308-9.
- Friedrich Engels. 1820–1895. Leben und Werk. Eine Ausstellung der Stadt Wuppertal. Bearb. v. Dieter Dowe. Forschungsinstitut der Friedrich-Ebert-Stiftung mit einem bisher unveröffentlichten Brief von Friedrich Engels. Bonn–Bad Godesberg 1970.
- Harald Wessel: Hausbesuch bei Friedrich Engels. Eine Reise auf seinem Lebensweg. Dietz Verlag, Berlin 1971. Vorher in einzelnen Beiträgen im Neuen Deutschland veröffentlicht. Digitalisat S. 1 ff.; Digitalisat S. 55 ff.2; Digitalisat S. 97 ff.3; Digitalisat S. 145 ff.
- Hans-Josef Steinberg: Friedrich Engels. In: Hans-Ulrich Wehler Deutsche Historiker, Band 3, Vandenhoeck & Ruprecht, Göttingen 1972, S. 263–274.
- L. F. Iljitschow: Friedrich Engels. Sein Leben und Wirken. Progress, Moskau 1973.
- Hans Pelger, Michael Knieriem (Hrsg.): Friedrich Engels als Bremer Korrespondent des Stuttgarter „Morgenblatts für gebildete Leser“ und der Augsburger „Allgemeinen Zeitung“. (= Schriften aus dem Karl-Marx-Haus Trier. Heft 15). Trier 1975 (2. erw. Auflage 1976).
- William Otto Henderson: The Life of Friedrich Engels. 2 Bände. London 1976, ISBN 0-7146-4002-6.
- Manfred Kliem: Friedrich Engels. Dokumente seines Lebens. Reclam, Leipzig 1977. (Digitalisat).
- Terrel Carver: Engels. Oxford University Press, Oxford / Toronto / Melbourne 1981 (Past Masters).
- Hans Peter Bleuel: Friedrich Engels – Bürger und Revolutionär. Die zeitgerechte Biographie eines großen Deutschen. Scherz Verlag, Bern/München 1981 (Roman).
- Walter Baumert: Der Flug des Falken. Die rebellische Jugend des Friedrich Engels. Junge Welt, Berlin 1981 (auch Weltkreis-Verlag, Dortmund 1981, ISBN 3-88142-257-9; Roman).
- Heinrich Gemkow: Unser Leben. Eine Biographie über Karl Marx und Friedrich Engels. Dietz Verlag, Berlin 1981.
- Ihre Namen leben durch die Jahrhunderte fort. Kondolenzen und Nekrologe zum Tode von Karl Marx und Friedrich Engels. Redaktion Heinrich Gemkow und Alexander Malysch, Anny Krüger, Boris Rudjak, Olga Senekina, Günter Uebel, Holger Franke, Gisela Hoppe, Angelika Miller, Alexander Tschepurenko und Lujudmilla Welitschanskaja. Dietz Verlag, Berlin 1983.
- Frederick Engels. His Life and Works. Documents and Photographs. Translated by Vic Schneiderson. Designed by Victor Christyakov. N. N. Ivanov, T. D. Belyakova, Y. P. Krasavina. Introduction N. N. Ivanov. Edited by V. E. Kunina. Progress Publishers, Moscow 1987.
- Roy Whitfield: Frederick Engels in Manchester. The Search for a Shadow. Working Class Movement Library, Manchester 1988, ISBN 0-906932-21-1 (die bis heute beste englischsprachige Biografie mit vielen neuen, unbekannten Fakten aus Manchester).
- Manfred Kliem: Der junge Engels und die Berliner Universität 1837–1842 (= Beiträge zur Geschichte der Humboldt-Universität zu Berlin. Nr. 26). Berlin 1990.
- Michael Knieriem (Hrsg.): Die Herkunft des Friedrich Engels. Briefe aus der Verwandtschaft, 1791–1847 (= Schriften aus dem Karl-Marx-Haus Trier. Band 42; Nachrichten aus dem Engels-Haus. 6/8). Texte bearb. von Margret Dietzen. Trier 1991
- Walter Euchner: Friedrich Engels (1820–1895). In: Walter Euchner (Hrsg.): Klassiker des Sozialismus. C. H. Beck, München 1991, ISBN 3-406-35089-5, S. 157–170.
- Gertrud Pätsch: Sprachwissenschaft und historischer Materialismus zum 150. Geburtstag von Friedrich Engels. Band 19, Nr. 3, 1970, S. 425–442.
- Helmut Elsner, Jacques Grandjonc, Elisabeth Neu, Hans Pelger (Hrsg.): Fragmente zu internationalen demokratischen Aktivitäten um 1848 (M. Bakunin, F. Engels, F. Mellinet u. a.) (= Schriften aus dem Karl-Marx-Haus. Nr. 48). Trier 2000, ISBN 3-86077-545-6.
- Terrell Carver: Engels. A very short introduction. Oxford University Press, Oxford 2003, ISBN 978-0-19-280466-2.
- Johann-Günther König: Friedrich Engels. Die Bremer Jahre 1838 bis 1841. Kellner Verlag, Bremen 2008, ISBN 978-3-927155-91-6.
- John Green: Engels: A Revolutionary Life. Artery Publications, London 2008.
- Tristram Hunt: The Frock-Coated Communist. The Revolutionary Life of Friedrich Engels. Allen Lane, London 2009 (übersetzte deutsche Ausgabe: Friedrich Engels – Der Mann, der den Marxismus erfand. Propyläen Verlag, Berlin 2012, ISBN 978-3-549-07378-0. online Rezension von Michael Knieriem: Tristram Hunt: Friedrich Engels. Der Mann, der den Marxismus erfand. In: Marx-Engels-Jahrbuch 2012/13. S. 309 ff.).
- Jürgen Herres: Marx und Engels. Porträt einer intellektuellen Freundschaft. Philipp Reclam jun., Ditzingen 2018, ISBN 978-3-15-011151-2.
- Georg Fülberth: Friedrich Engels. PapyRossa, Köln 2018, ISBN 978-3-89438-669-6.
- Rainer Lucas, Reinhard Pfriem, Hans-Dieter Westhoff (Hrsg.): Arbeiten am Widerspruch – Friedrich Engels zum 200. Geburtstag, Metropolis, Marburg 2020, ISBN 978-3-7316-1400-5.
- Michael Krätke: Friedrich Engels oder: Wie ein Cotton-Lord den Marxismus erfand, Dietz Verlag, Berlin 2020, ISBN 978-3-320-02368-3.
- Friedrich Engels – Ein Gespenst geht um in Europa. Bergischer Verlag, Remscheid 2020, ISBN 978-3-945763-90-2. (Ausstellungskatalog zum 200. Geburtstag).
- Eberhard Illner, Hans Frambach, Norbert Koubek (Hrsg.): Friedrich Engels: Das rot-schwarze Chamäleon. wbg Academic, Darmstadt 2020, ISBN 978-3-534-27274-7.
- Detlef Lehnert (Hrsg.), Christina Morina: Friedrich Engels und die Sozialdemokratie. Werke und Wirkungen eines Europäers. Metropol, Berlin 2020, ISBN 978-3-86331-554-2.
- Reiner Rhefus: Friedrich Engels im Wuppertal. Auf den Spuren des Denkers, Machers und Revolutionärs im »deutschen Manchester«. VSA Verlag, Hamburg 2020, ISBN 978-3-96488-065-9.
- Marlene Ambrosi: Friedrich Engels – Fabrikant, Gefährte, Sozialrevolutionär. Verlag Michael Weyand, Trier 2020, ISBN 978-3-942429-09-2.
- Reiner Rhefus: „Dies schöne Land, wenn man darin nur leben könnte“. Friedrich Engels’ Familiengeschichte und sein Einfluss auf die Arbeiterbewegung in Wuppertal. VSA Verlag, Hamburg 2021, ISBN 978-3-96488-110-6.
- Carl-Erich Vollgraf: Engels und Petzet – ein ‚militärisches‘ Intermezzp mit einer pikanten Note. In: Beiträge zur Marx-Engels-Forschung. Neue Folge 2020/21. Argument, Hamburg 2022, ISBN 978-3-86754-687-4, S. 145–157.
- Erinnerungen von George Bernard Shaw an Friedrich Engels und Eleanor Marx. Notiert von Ivan Majskij (1940) (Übersetzt von Rolf Hecker). In: Beiträge zur Marx-Engels-Forschung. Neue Folge 2020/21. Argument, Hamburg 2022, ISBN 978-3-86754-687-4, S. 230–234.
- Eberhard Illner, Hans A. Frambach, Norbert Koubek (Hrsg.): The Life, Work and Legacy of Friedrich Engels: Emerging from Marx’s Shadow, Bloomsbury Academic, London 2023, ISBN 978-1-350-27267-5.
- Kurt Fricke: Friedrich Engels. Philosoph der Bewegung. (= Philosophie für unterwegs. Band 14). Halle (Saale) 2023, ISBN 978-3-96311-713-8.

### Sonstige Literatur
- Карл Маркс Фридрих Энгельс. Собрание фотографий, Москва 1976 (Übersetzung d. HST: Karl Marx Friedrich Engels. Sammlung von Fotografien) (2. Auflage, Москва 1983).
- Boris Rudjak: Die Photographien von Friedrich Engels Marx im Zentralen Parteiarchiv des Instituts für Marxismus-Leninismus beim ZK der KPdSU. In: Marx-Engels-Jahrbuch. 4, Berlin 1981, S. 431–445.
- Institut für Marxistische Studien und Forschungen (Hrsg.): Friedrich Engels 1820–1970. Frankfurt am Main 1970. (=Marxismus Digest 4/1970). ZDB-ID 3454-x
- Predrag Vranicki: Geschichte des Marxismus. Suhrkamp, Frankfurt 1985, ISBN 3-518-57746-8, Bd. 1.
- Hartmut Mehringer, Gottfried Mergner: Debatte um Engels. 2 Bände Rowohlt, Reinbek bei Hamburg 1973.
- Harry Schmidtgall: Friedrich Engels´ Manchester-Aufenthalt 1842–1844. Soziale Bewegungen und politische Diskussionen. Mit Auszügen aus Jakob Venedeys England-Buch (1845) und unbekannten Engels-Dokumenten. (= Schriften aus dem Karl-Marx-Haus. Heft 25). Trier 1981.
- Bert Andréas, Jacques Grandjonc, Hans Pelger (Hrsg.): Unbekanntes von Friedrich Engels und Karl Marx. Teil I: 1840–1874. (= Schriften aus dem Karl-Marx-Haus Heft 33). Trier 1986.
- Helmut Elsner, Jacques Grandjonc, Elisabeth Neu, Hans Pelger (Hrsg.): Fragmente zu internationalen demokratischen Aktivitäten um 1848 (M. Bakunin, F. Engels, F. Mellinet u. a.). (= Schriften aus dem Karl-Marx-Haus Heft 48). Trier 2000, ISBN 3-86077-545-6.
- Die Akstinat Brüder (Hrsg.): Marx & Engels intim. Live-Mitschnitt. Gelesen von Harry Rowohlt, Gregor Gysi, Anna Thalbach. Audio-CD. Random House, Köln 2009, ISBN 978-3-8371-0006-8.
- Samuel Salzborn (Hrsg.): „...ins Museum der Altertümer“: Staatstheorie und Staatskritik bei Friedrich Engels. Nomos Verlag, Baden-Baden 2012, ISBN 978-3-8329-5797-1.
- Elmar Altvater: Engels neu entdecken. Das hellblaue Bändchen zur Einführung in die „Dialektik der Natur“ und die Kritik von Akkumulation und Wachstum. VSA Verlag, Hamburg 2015, ISBN 978-3-89965-643-5.
- Richard Sperl: Friedrich Engels als Wissenschaftler. Die Spezifik seiner Studienmethodik. In: Beiträge zur Marx-Engels-Forschung. Neue Folge. 2014/15. Argument, Hamburg 2016, ISBN 978-3-86754-682-9, S. 7–66.
- Anneliese Griese, Volker Mueller: Philosophie und Naturerkenntnis. Die "Dialektik der Natur" von Friedrich Engels. Neu-Isenburg 2019. ISBN 978-3-943624-51-9.
- Michael Driever: Auf den Spuren von Karl Marx & Friedrich Engels. Reiseführer, 4 Länder und 8 Städte, Reise Know-How Verlag, Bielefeld 2020, ISBN 978-3-8317-3272-2.
- Christoph Heuer, Fabian W. W. Mauruschat, Uwe Garske: Engels – Unternehmer und Revolutionär, Edition 52, Wuppertal 2020, ISBN 978-3-948755-49-2.
- Michael Driever: Karl Marx, Friedrich Engels – Denkmäler in Deutschland, Verlag 8. Mai, Berlin 2021.
- Smail Rapic (Hrsg.): Naturphilosophie, Gesellschaftstheorie, Sozialismus. Zur Aktualität von Friedrich Engels, suhrkamp Berlin 2022, ISBN 978-3-518-29977-7.
- Ingar Solty: Friedrich Engels. Zur Einführung. Konstitution des Marxismus (= Edition Marxismen. Band 3). Brumaire Verlag, Berlin 2025, ISBN 978-3-948608-62-0.
- Giovanni Sgro’: Zwischen Marx und Marxismus. Friedrich Engels und der Ausgang der klassischen deutschen Philosophie. Aus dem Italienischen unter Mitwirkung des Verfassers übersetzt von Harald Etzbach, Dietz Verlag, Berlin 2025, ISBN 978-3-320-02373-7.

## Dokumentation
- Friedrich Engels – Der Unterschätzte. Regie: Martin Becker und Nina Koshofer, WDR, Deutschland, 52 Minuten, 2020

### Schriften
- DEA-Archiv (Seitengetreue Wiedergabe der MEW)
- Werke von Friedrich Engels bei Zeno.org.
- Werke von Friedrich Engels im Projekt Gutenberg-DE
- Schriften von Marx und Engels im Marxists Internet Archive
- MEGAdigital Bände der Marx-Engels-Gesamtausgabe Online
- Umfangreiche Sammlung der Schriften nach der MEW-Ausgabe auf MLWerke.de

### Weiteres
- Biographie von Friedrich Engels, MI. Museum Industriekultur Wuppertal
- Dorlis Blume: Friedrich Engels. Tabellarischer Lebenslauf im LeMO (DHM und HdG)
- Robert S. Cohen: Engels, Friedrich. In: Charles Coulston Gillispie (Hrsg.): Dictionary of Scientific Biography. Band 15, Supplement I: Roger Adams – Ludwik Zejszner and Topical Essays. Charles Scribner’s Sons, New York 1978, S. 131–147 (englisch, online).
- Historisches Zentrum Wuppertal: Friedrich-Engels-Haus
- Friedrich Engels, Sozialist und Kaufmann. br-online.de
- Schriften aus dem Karl-Marx-Haus
- Zeitungsartikel über Friedrich Engels in den Historischen Pressearchiven der ZBW
- Nachrichten aus dem Engels-Haus
- Karl Marx und Friedrich Engels auf den Banknoten der DDR
- Thomas Klug: Friedrich Engels, Philosoph (Geburtstag 28.11.1820) In: ZeitZeichen auf WDR 5 vom 28. November 2020, ARD Audiothek
- Friedrich Engels: Der Unterschätzte Doku (2020) WDR

## Anhang

### Eintragung in dasConfession bookJenny Marx (Tochter)

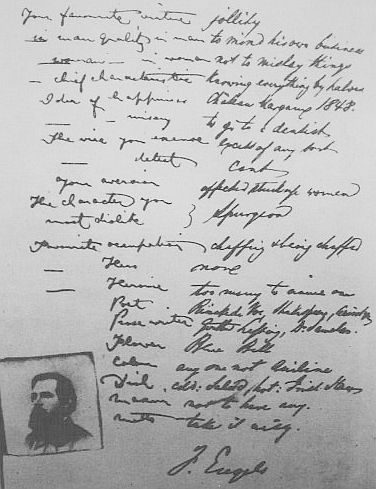
Eintrag von Friedrich Engels im Confession book

Friedrich Engels war als Freund der Familie von Karl Marx dort oft zu Gast und füllte im Jahr 1868 auch den Fragebogen in das Album von Jenny Marx aus.
Die Übersetzung aus dem Englischen lautet:
| Frage                                                                   | Antwort                                                                                              |
| ----------------------------------------------------------------------- | --- |
| Ihre Lieblingstugend (Your favourite virtue)                            | Fröhlichkeit (jollity)                                                                               |
| – Eigenschaft beim Mann (– quality in man)                              | sich um seine eignen Angelegenheiten zu kümmern (to mind his own business)                           |
| – – bei der Frau (– – in woman)                                         | keine Sachen zu verlegen (not to mislay things)                                                      |
| – Haupteigenschaft (– chief characteristic)                             | alles halb zu wissen (knowing everything to halves)                                                  |
| Auffassung vom Glück (Idea of happiness)                                | Château Margaux 1848.                                                                                |
| – – Unglück (– – misery)                                                | zum Zahnarzt zu müssen (to go to a dentist)                                                          |
| Das Laster, das Sie entschuldigen (The vice you excuse)                 | Unmäßigkeit aller Art (excess of any sort)                                                           |
| – – verabscheuen (– – detest)                                           | Heuchelei (Cant)                                                                                     |
| Ihre Abneigung (Your aversion)                                          | affektierte, hochnäsige Frauen (affected stuck up women)                                             |
| Die Person, die Sie am wenigsten mögen (The character you most dislike) | Charles Haddon Spurgeon (Spurgeon)                                                                   |
| Lieblingsbeschäftigung (Favourite occupation)                           | necken und geneckt werden (chaffing & being chaffed)                                                 |
| – Held (– Hero)                                                         | keiner (none)                                                                                        |
| – Heldin (– Heroine)                                                    | zu viele, um eine zu nennen (to many to name one)                                                    |
| – Dichter (– Poet)                                                      | Reineke Fuchs, William Shakespeare, Ludovico Ariosto etc. (Reineke de Vos, Shakespeare, Ariost etc.) |
| – Schriftsteller (– Prose writer)                                       | Johann Wolfgang von Goethe, Gotthold Ephraim Lessing, Dr.Samelson (Goethe, Lessing, Dr. Samelson)    |
| – Blume (– Flower)                                                      | Blaue Glockenblumen (Blue Bell)                                                                      |
| – Farbe (– Colour)                                                      | alle, bis auf Anilinfarbe (any one not Aniline)                                                      |
| – Gericht (– Dish)                                                      | kalt: Salat, heiß: Irish Stew (cold: Salad, hot: Irish Stew)                                         |
| – Maxime (– Maxime)                                                     | keine zu haben (not to have any)                                                                     |
| – Motto (– Motto)                                                       | immer mit der Ruhe (take it easy)                                                                    |

### Engels Elternhaus
| Großeltern  | Johann Caspar Engels (* 28. Februar 1753 in Barmen; † 20. Juli 1821 in Barmen), Fabrikbesitzer ⚭ 1791 Ida Luise Friedrike Noot (* 7. Oktober 1762 in Ruhrort; † 26. Juli 1822 in Barmen) | Johann Caspar Engels (* 28. Februar 1753 in Barmen; † 20. Juli 1821 in Barmen), Fabrikbesitzer ⚭ 1791 Ida Luise Friedrike Noot (* 7. Oktober 1762 in Ruhrort; † 26. Juli 1822 in Barmen) | Johann Caspar Engels (* 28. Februar 1753 in Barmen; † 20. Juli 1821 in Barmen), Fabrikbesitzer ⚭ 1791 Ida Luise Friedrike Noot (* 7. Oktober 1762 in Ruhrort; † 26. Juli 1822 in Barmen) | Johann Caspar Engels (* 28. Februar 1753 in Barmen; † 20. Juli 1821 in Barmen), Fabrikbesitzer ⚭ 1791 Ida Luise Friedrike Noot (* 7. Oktober 1762 in Ruhrort; † 26. Juli 1822 in Barmen) | Gerhard Bernhard van Haar (* 6. April 1760 in Wesel; † 20. Februar 1837 in Hamm), Rektor am Gymnasium Hamm ⚭ 1788 Franziska Christine Snethlage (* 23. August 1758 in Tecklenburg; † 30. August 1846 in Barmen) | Gerhard Bernhard van Haar (* 6. April 1760 in Wesel; † 20. Februar 1837 in Hamm), Rektor am Gymnasium Hamm ⚭ 1788 Franziska Christine Snethlage (* 23. August 1758 in Tecklenburg; † 30. August 1846 in Barmen) | Gerhard Bernhard van Haar (* 6. April 1760 in Wesel; † 20. Februar 1837 in Hamm), Rektor am Gymnasium Hamm ⚭ 1788 Franziska Christine Snethlage (* 23. August 1758 in Tecklenburg; † 30. August 1846 in Barmen) | Gerhard Bernhard van Haar (* 6. April 1760 in Wesel; † 20. Februar 1837 in Hamm), Rektor am Gymnasium Hamm ⚭ 1788 Franziska Christine Snethlage (* 23. August 1758 in Tecklenburg; † 30. August 1846 in Barmen) |
| Eltern      | Friedrich Engels (* 12. Mai 1796 in Barmen; † 20. März 1860 in Barmen), Fabrikbesitzer in Manchester und Engelskirchen ⚭ 1819 Elisabeth Franziska Mauritia van Haar (* 22. April 1797 in Hamm; † 29. Oktober 1873 in Barmen) | Friedrich Engels (* 12. Mai 1796 in Barmen; † 20. März 1860 in Barmen), Fabrikbesitzer in Manchester und Engelskirchen ⚭ 1819 Elisabeth Franziska Mauritia van Haar (* 22. April 1797 in Hamm; † 29. Oktober 1873 in Barmen) | Friedrich Engels (* 12. Mai 1796 in Barmen; † 20. März 1860 in Barmen), Fabrikbesitzer in Manchester und Engelskirchen ⚭ 1819 Elisabeth Franziska Mauritia van Haar (* 22. April 1797 in Hamm; † 29. Oktober 1873 in Barmen) | Friedrich Engels (* 12. Mai 1796 in Barmen; † 20. März 1860 in Barmen), Fabrikbesitzer in Manchester und Engelskirchen ⚭ 1819 Elisabeth Franziska Mauritia van Haar (* 22. April 1797 in Hamm; † 29. Oktober 1873 in Barmen) | Friedrich Engels (* 12. Mai 1796 in Barmen; † 20. März 1860 in Barmen), Fabrikbesitzer in Manchester und Engelskirchen ⚭ 1819 Elisabeth Franziska Mauritia van Haar (* 22. April 1797 in Hamm; † 29. Oktober 1873 in Barmen) | Friedrich Engels (* 12. Mai 1796 in Barmen; † 20. März 1860 in Barmen), Fabrikbesitzer in Manchester und Engelskirchen ⚭ 1819 Elisabeth Franziska Mauritia van Haar (* 22. April 1797 in Hamm; † 29. Oktober 1873 in Barmen) | Friedrich Engels (* 12. Mai 1796 in Barmen; † 20. März 1860 in Barmen), Fabrikbesitzer in Manchester und Engelskirchen ⚭ 1819 Elisabeth Franziska Mauritia van Haar (* 22. April 1797 in Hamm; † 29. Oktober 1873 in Barmen) | Friedrich Engels (* 12. Mai 1796 in Barmen; † 20. März 1860 in Barmen), Fabrikbesitzer in Manchester und Engelskirchen ⚭ 1819 Elisabeth Franziska Mauritia van Haar (* 22. April 1797 in Hamm; † 29. Oktober 1873 in Barmen) |
| Geschwister | - Hermann Engels (* 29. Oktober 1822 in Barmen † ebenda 18. März 1905, Fabrikbesitzer zu Barmen, Teilhaber von Ermen und Engels zu Engelskirchen, Kirchmeister und Stadtverordneter zu Barmen, verh. Mönchengladbach 3. Mai 1855 Emma Croon, geb.: Mönchengladbach 23. November 1834; † 1916, Fabrikbesitzertochter) - Marie Engels (* 13. Juli 1824 in Barmen; † ebenda 5. April 1901, verh. Barmen 3. Juni 1845 Karl Emil Blank, * in Barmen 17. Mai 1817; † ebenda 5. Juni 1893, Kaufmann in Barmen) - Anna Engels (* 5. Dezember 1825 in Barmen, gest. Engelskirchen 9. Juli 1853, verh. Barmen 16. Mai 1848 Adolf Friedrich Leonhard Ludwig Wilhelm von Griesheim, geb. in Hamm i. W. 21. Dezember 1820; † Bonn 16. Oktober 1894, Fabrikbesitzer, Teilhaber von Ermen und Engels) - Emil Engels (* 9. März 1828 in Barmen; † in Engelskirchen 30. November 1884, Kgl. Preuß. Kommerzienrat, Fabrikbesitzer, Teilhaber von Ermen und Engels, verheiratet Barmen 10. Mai 1853 Charlotte Bredt, * in Barmen 8. Oktober 1833, gest. in Düsseldorf 3. Juni 1912, Fabrikbesitzertochter.) - Hedwig Engels (* 3. Januar 1830 in Barmen; † 10. September 1904 in Godesberg, verheiratet in Barmen 20. August 1850 mit Friedrich Boelling, geb. in Barmen 18. Juni 1816; † in Barmen 3. März 1884, Kaufmann zu Barmen.) - Rudolf Engels (* 8. März 1831 in Barmen; † ebenda 15. Februar 1903, Fabrikbesitzer, Teilhaber von Ermen und Engels, verheiratet in Barmen 20. Mai 1856 Mathilde Remkes, geb. in Krefeld 21. November 1831; † in Barmen 18. Februar 1905, Bürgermeistertochter.) - Wilhelm Engels (* 21. Oktober 1832 in Barmen; gest. ebenda 11. August 1833) - Elise Engels (* 6. August 1834 in Barmen; gest. ebenda 9. März 1912, verheiratet in Barmen 3. Oktober 1854 mit Adolf von Griesheim, ihrem Schwager) | - Hermann Engels (* 29. Oktober 1822 in Barmen † ebenda 18. März 1905, Fabrikbesitzer zu Barmen, Teilhaber von Ermen und Engels zu Engelskirchen, Kirchmeister und Stadtverordneter zu Barmen, verh. Mönchengladbach 3. Mai 1855 Emma Croon, geb.: Mönchengladbach 23. November 1834; † 1916, Fabrikbesitzertochter) - Marie Engels (* 13. Juli 1824 in Barmen; † ebenda 5. April 1901, verh. Barmen 3. Juni 1845 Karl Emil Blank, * in Barmen 17. Mai 1817; † ebenda 5. Juni 1893, Kaufmann in Barmen) - Anna Engels (* 5. Dezember 1825 in Barmen, gest. Engelskirchen 9. Juli 1853, verh. Barmen 16. Mai 1848 Adolf Friedrich Leonhard Ludwig Wilhelm von Griesheim, geb. in Hamm i. W. 21. Dezember 1820; † Bonn 16. Oktober 1894, Fabrikbesitzer, Teilhaber von Ermen und Engels) - Emil Engels (* 9. März 1828 in Barmen; † in Engelskirchen 30. November 1884, Kgl. Preuß. Kommerzienrat, Fabrikbesitzer, Teilhaber von Ermen und Engels, verheiratet Barmen 10. Mai 1853 Charlotte Bredt, * in Barmen 8. Oktober 1833, gest. in Düsseldorf 3. Juni 1912, Fabrikbesitzertochter.) - Hedwig Engels (* 3. Januar 1830 in Barmen; † 10. September 1904 in Godesberg, verheiratet in Barmen 20. August 1850 mit Friedrich Boelling, geb. in Barmen 18. Juni 1816; † in Barmen 3. März 1884, Kaufmann zu Barmen.) - Rudolf Engels (* 8. März 1831 in Barmen; † ebenda 15. Februar 1903, Fabrikbesitzer, Teilhaber von Ermen und Engels, verheiratet in Barmen 20. Mai 1856 Mathilde Remkes, geb. in Krefeld 21. November 1831; † in Barmen 18. Februar 1905, Bürgermeistertochter.) - Wilhelm Engels (* 21. Oktober 1832 in Barmen; gest. ebenda 11. August 1833) - Elise Engels (* 6. August 1834 in Barmen; gest. ebenda 9. März 1912, verheiratet in Barmen 3. Oktober 1854 mit Adolf von Griesheim, ihrem Schwager) | - Hermann Engels (* 29. Oktober 1822 in Barmen † ebenda 18. März 1905, Fabrikbesitzer zu Barmen, Teilhaber von Ermen und Engels zu Engelskirchen, Kirchmeister und Stadtverordneter zu Barmen, verh. Mönchengladbach 3. Mai 1855 Emma Croon, geb.: Mönchengladbach 23. November 1834; † 1916, Fabrikbesitzertochter) - Marie Engels (* 13. Juli 1824 in Barmen; † ebenda 5. April 1901, verh. Barmen 3. Juni 1845 Karl Emil Blank, * in Barmen 17. Mai 1817; † ebenda 5. Juni 1893, Kaufmann in Barmen) - Anna Engels (* 5. Dezember 1825 in Barmen, gest. Engelskirchen 9. Juli 1853, verh. Barmen 16. Mai 1848 Adolf Friedrich Leonhard Ludwig Wilhelm von Griesheim, geb. in Hamm i. W. 21. Dezember 1820; † Bonn 16. Oktober 1894, Fabrikbesitzer, Teilhaber von Ermen und Engels) - Emil Engels (* 9. März 1828 in Barmen; † in Engelskirchen 30. November 1884, Kgl. Preuß. Kommerzienrat, Fabrikbesitzer, Teilhaber von Ermen und Engels, verheiratet Barmen 10. Mai 1853 Charlotte Bredt, * in Barmen 8. Oktober 1833, gest. in Düsseldorf 3. Juni 1912, Fabrikbesitzertochter.) - Hedwig Engels (* 3. Januar 1830 in Barmen; † 10. September 1904 in Godesberg, verheiratet in Barmen 20. August 1850 mit Friedrich Boelling, geb. in Barmen 18. Juni 1816; † in Barmen 3. März 1884, Kaufmann zu Barmen.) - Rudolf Engels (* 8. März 1831 in Barmen; † ebenda 15. Februar 1903, Fabrikbesitzer, Teilhaber von Ermen und Engels, verheiratet in Barmen 20. Mai 1856 Mathilde Remkes, geb. in Krefeld 21. November 1831; † in Barmen 18. Februar 1905, Bürgermeistertochter.) - Wilhelm Engels (* 21. Oktober 1832 in Barmen; gest. ebenda 11. August 1833) - Elise Engels (* 6. August 1834 in Barmen; gest. ebenda 9. März 1912, verheiratet in Barmen 3. Oktober 1854 mit Adolf von Griesheim, ihrem Schwager) | - Hermann Engels (* 29. Oktober 1822 in Barmen † ebenda 18. März 1905, Fabrikbesitzer zu Barmen, Teilhaber von Ermen und Engels zu Engelskirchen, Kirchmeister und Stadtverordneter zu Barmen, verh. Mönchengladbach 3. Mai 1855 Emma Croon, geb.: Mönchengladbach 23. November 1834; † 1916, Fabrikbesitzertochter) - Marie Engels (* 13. Juli 1824 in Barmen; † ebenda 5. April 1901, verh. Barmen 3. Juni 1845 Karl Emil Blank, * in Barmen 17. Mai 1817; † ebenda 5. Juni 1893, Kaufmann in Barmen) - Anna Engels (* 5. Dezember 1825 in Barmen, gest. Engelskirchen 9. Juli 1853, verh. Barmen 16. Mai 1848 Adolf Friedrich Leonhard Ludwig Wilhelm von Griesheim, geb. in Hamm i. W. 21. Dezember 1820; † Bonn 16. Oktober 1894, Fabrikbesitzer, Teilhaber von Ermen und Engels) - Emil Engels (* 9. März 1828 in Barmen; † in Engelskirchen 30. November 1884, Kgl. Preuß. Kommerzienrat, Fabrikbesitzer, Teilhaber von Ermen und Engels, verheiratet Barmen 10. Mai 1853 Charlotte Bredt, * in Barmen 8. Oktober 1833, gest. in Düsseldorf 3. Juni 1912, Fabrikbesitzertochter.) - Hedwig Engels (* 3. Januar 1830 in Barmen; † 10. September 1904 in Godesberg, verheiratet in Barmen 20. August 1850 mit Friedrich Boelling, geb. in Barmen 18. Juni 1816; † in Barmen 3. März 1884, Kaufmann zu Barmen.) - Rudolf Engels (* 8. März 1831 in Barmen; † ebenda 15. Februar 1903, Fabrikbesitzer, Teilhaber von Ermen und Engels, verheiratet in Barmen 20. Mai 1856 Mathilde Remkes, geb. in Krefeld 21. November 1831; † in Barmen 18. Februar 1905, Bürgermeistertochter.) - Wilhelm Engels (* 21. Oktober 1832 in Barmen; gest. ebenda 11. August 1833) - Elise Engels (* 6. August 1834 in Barmen; gest. ebenda 9. März 1912, verheiratet in Barmen 3. Oktober 1854 mit Adolf von Griesheim, ihrem Schwager) | - Hermann Engels (* 29. Oktober 1822 in Barmen † ebenda 18. März 1905, Fabrikbesitzer zu Barmen, Teilhaber von Ermen und Engels zu Engelskirchen, Kirchmeister und Stadtverordneter zu Barmen, verh. Mönchengladbach 3. Mai 1855 Emma Croon, geb.: Mönchengladbach 23. November 1834; † 1916, Fabrikbesitzertochter) - Marie Engels (* 13. Juli 1824 in Barmen; † ebenda 5. April 1901, verh. Barmen 3. Juni 1845 Karl Emil Blank, * in Barmen 17. Mai 1817; † ebenda 5. Juni 1893, Kaufmann in Barmen) - Anna Engels (* 5. Dezember 1825 in Barmen, gest. Engelskirchen 9. Juli 1853, verh. Barmen 16. Mai 1848 Adolf Friedrich Leonhard Ludwig Wilhelm von Griesheim, geb. in Hamm i. W. 21. Dezember 1820; † Bonn 16. Oktober 1894, Fabrikbesitzer, Teilhaber von Ermen und Engels) - Emil Engels (* 9. März 1828 in Barmen; † in Engelskirchen 30. November 1884, Kgl. Preuß. Kommerzienrat, Fabrikbesitzer, Teilhaber von Ermen und Engels, verheiratet Barmen 10. Mai 1853 Charlotte Bredt, * in Barmen 8. Oktober 1833, gest. in Düsseldorf 3. Juni 1912, Fabrikbesitzertochter.) - Hedwig Engels (* 3. Januar 1830 in Barmen; † 10. September 1904 in Godesberg, verheiratet in Barmen 20. August 1850 mit Friedrich Boelling, geb. in Barmen 18. Juni 1816; † in Barmen 3. März 1884, Kaufmann zu Barmen.) - Rudolf Engels (* 8. März 1831 in Barmen; † ebenda 15. Februar 1903, Fabrikbesitzer, Teilhaber von Ermen und Engels, verheiratet in Barmen 20. Mai 1856 Mathilde Remkes, geb. in Krefeld 21. November 1831; † in Barmen 18. Februar 1905, Bürgermeistertochter.) - Wilhelm Engels (* 21. Oktober 1832 in Barmen; gest. ebenda 11. August 1833) - Elise Engels (* 6. August 1834 in Barmen; gest. ebenda 9. März 1912, verheiratet in Barmen 3. Oktober 1854 mit Adolf von Griesheim, ihrem Schwager) | - Hermann Engels (* 29. Oktober 1822 in Barmen † ebenda 18. März 1905, Fabrikbesitzer zu Barmen, Teilhaber von Ermen und Engels zu Engelskirchen, Kirchmeister und Stadtverordneter zu Barmen, verh. Mönchengladbach 3. Mai 1855 Emma Croon, geb.: Mönchengladbach 23. November 1834; † 1916, Fabrikbesitzertochter) - Marie Engels (* 13. Juli 1824 in Barmen; † ebenda 5. April 1901, verh. Barmen 3. Juni 1845 Karl Emil Blank, * in Barmen 17. Mai 1817; † ebenda 5. Juni 1893, Kaufmann in Barmen) - Anna Engels (* 5. Dezember 1825 in Barmen, gest. Engelskirchen 9. Juli 1853, verh. Barmen 16. Mai 1848 Adolf Friedrich Leonhard Ludwig Wilhelm von Griesheim, geb. in Hamm i. W. 21. Dezember 1820; † Bonn 16. Oktober 1894, Fabrikbesitzer, Teilhaber von Ermen und Engels) - Emil Engels (* 9. März 1828 in Barmen; † in Engelskirchen 30. November 1884, Kgl. Preuß. Kommerzienrat, Fabrikbesitzer, Teilhaber von Ermen und Engels, verheiratet Barmen 10. Mai 1853 Charlotte Bredt, * in Barmen 8. Oktober 1833, gest. in Düsseldorf 3. Juni 1912, Fabrikbesitzertochter.) - Hedwig Engels (* 3. Januar 1830 in Barmen; † 10. September 1904 in Godesberg, verheiratet in Barmen 20. August 1850 mit Friedrich Boelling, geb. in Barmen 18. Juni 1816; † in Barmen 3. März 1884, Kaufmann zu Barmen.) - Rudolf Engels (* 8. März 1831 in Barmen; † ebenda 15. Februar 1903, Fabrikbesitzer, Teilhaber von Ermen und Engels, verheiratet in Barmen 20. Mai 1856 Mathilde Remkes, geb. in Krefeld 21. November 1831; † in Barmen 18. Februar 1905, Bürgermeistertochter.) - Wilhelm Engels (* 21. Oktober 1832 in Barmen; gest. ebenda 11. August 1833) - Elise Engels (* 6. August 1834 in Barmen; gest. ebenda 9. März 1912, verheiratet in Barmen 3. Oktober 1854 mit Adolf von Griesheim, ihrem Schwager) | - Hermann Engels (* 29. Oktober 1822 in Barmen † ebenda 18. März 1905, Fabrikbesitzer zu Barmen, Teilhaber von Ermen und Engels zu Engelskirchen, Kirchmeister und Stadtverordneter zu Barmen, verh. Mönchengladbach 3. Mai 1855 Emma Croon, geb.: Mönchengladbach 23. November 1834; † 1916, Fabrikbesitzertochter) - Marie Engels (* 13. Juli 1824 in Barmen; † ebenda 5. April 1901, verh. Barmen 3. Juni 1845 Karl Emil Blank, * in Barmen 17. Mai 1817; † ebenda 5. Juni 1893, Kaufmann in Barmen) - Anna Engels (* 5. Dezember 1825 in Barmen, gest. Engelskirchen 9. Juli 1853, verh. Barmen 16. Mai 1848 Adolf Friedrich Leonhard Ludwig Wilhelm von Griesheim, geb. in Hamm i. W. 21. Dezember 1820; † Bonn 16. Oktober 1894, Fabrikbesitzer, Teilhaber von Ermen und Engels) - Emil Engels (* 9. März 1828 in Barmen; † in Engelskirchen 30. November 1884, Kgl. Preuß. Kommerzienrat, Fabrikbesitzer, Teilhaber von Ermen und Engels, verheiratet Barmen 10. Mai 1853 Charlotte Bredt, * in Barmen 8. Oktober 1833, gest. in Düsseldorf 3. Juni 1912, Fabrikbesitzertochter.) - Hedwig Engels (* 3. Januar 1830 in Barmen; † 10. September 1904 in Godesberg, verheiratet in Barmen 20. August 1850 mit Friedrich Boelling, geb. in Barmen 18. Juni 1816; † in Barmen 3. März 1884, Kaufmann zu Barmen.) - Rudolf Engels (* 8. März 1831 in Barmen; † ebenda 15. Februar 1903, Fabrikbesitzer, Teilhaber von Ermen und Engels, verheiratet in Barmen 20. Mai 1856 Mathilde Remkes, geb. in Krefeld 21. November 1831; † in Barmen 18. Februar 1905, Bürgermeistertochter.) - Wilhelm Engels (* 21. Oktober 1832 in Barmen; gest. ebenda 11. August 1833) - Elise Engels (* 6. August 1834 in Barmen; gest. ebenda 9. März 1912, verheiratet in Barmen 3. Oktober 1854 mit Adolf von Griesheim, ihrem Schwager) | - Hermann Engels (* 29. Oktober 1822 in Barmen † ebenda 18. März 1905, Fabrikbesitzer zu Barmen, Teilhaber von Ermen und Engels zu Engelskirchen, Kirchmeister und Stadtverordneter zu Barmen, verh. Mönchengladbach 3. Mai 1855 Emma Croon, geb.: Mönchengladbach 23. November 1834; † 1916, Fabrikbesitzertochter) - Marie Engels (* 13. Juli 1824 in Barmen; † ebenda 5. April 1901, verh. Barmen 3. Juni 1845 Karl Emil Blank, * in Barmen 17. Mai 1817; † ebenda 5. Juni 1893, Kaufmann in Barmen) - Anna Engels (* 5. Dezember 1825 in Barmen, gest. Engelskirchen 9. Juli 1853, verh. Barmen 16. Mai 1848 Adolf Friedrich Leonhard Ludwig Wilhelm von Griesheim, geb. in Hamm i. W. 21. Dezember 1820; † Bonn 16. Oktober 1894, Fabrikbesitzer, Teilhaber von Ermen und Engels) - Emil Engels (* 9. März 1828 in Barmen; † in Engelskirchen 30. November 1884, Kgl. Preuß. Kommerzienrat, Fabrikbesitzer, Teilhaber von Ermen und Engels, verheiratet Barmen 10. Mai 1853 Charlotte Bredt, * in Barmen 8. Oktober 1833, gest. in Düsseldorf 3. Juni 1912, Fabrikbesitzertochter.) - Hedwig Engels (* 3. Januar 1830 in Barmen; † 10. September 1904 in Godesberg, verheiratet in Barmen 20. August 1850 mit Friedrich Boelling, geb. in Barmen 18. Juni 1816; † in Barmen 3. März 1884, Kaufmann zu Barmen.) - Rudolf Engels (* 8. März 1831 in Barmen; † ebenda 15. Februar 1903, Fabrikbesitzer, Teilhaber von Ermen und Engels, verheiratet in Barmen 20. Mai 1856 Mathilde Remkes, geb. in Krefeld 21. November 1831; † in Barmen 18. Februar 1905, Bürgermeistertochter.) - Wilhelm Engels (* 21. Oktober 1832 in Barmen; gest. ebenda 11. August 1833) - Elise Engels (* 6. August 1834 in Barmen; gest. ebenda 9. März 1912, verheiratet in Barmen 3. Oktober 1854 mit Adolf von Griesheim, ihrem Schwager) |